# Historia Gibraltaru

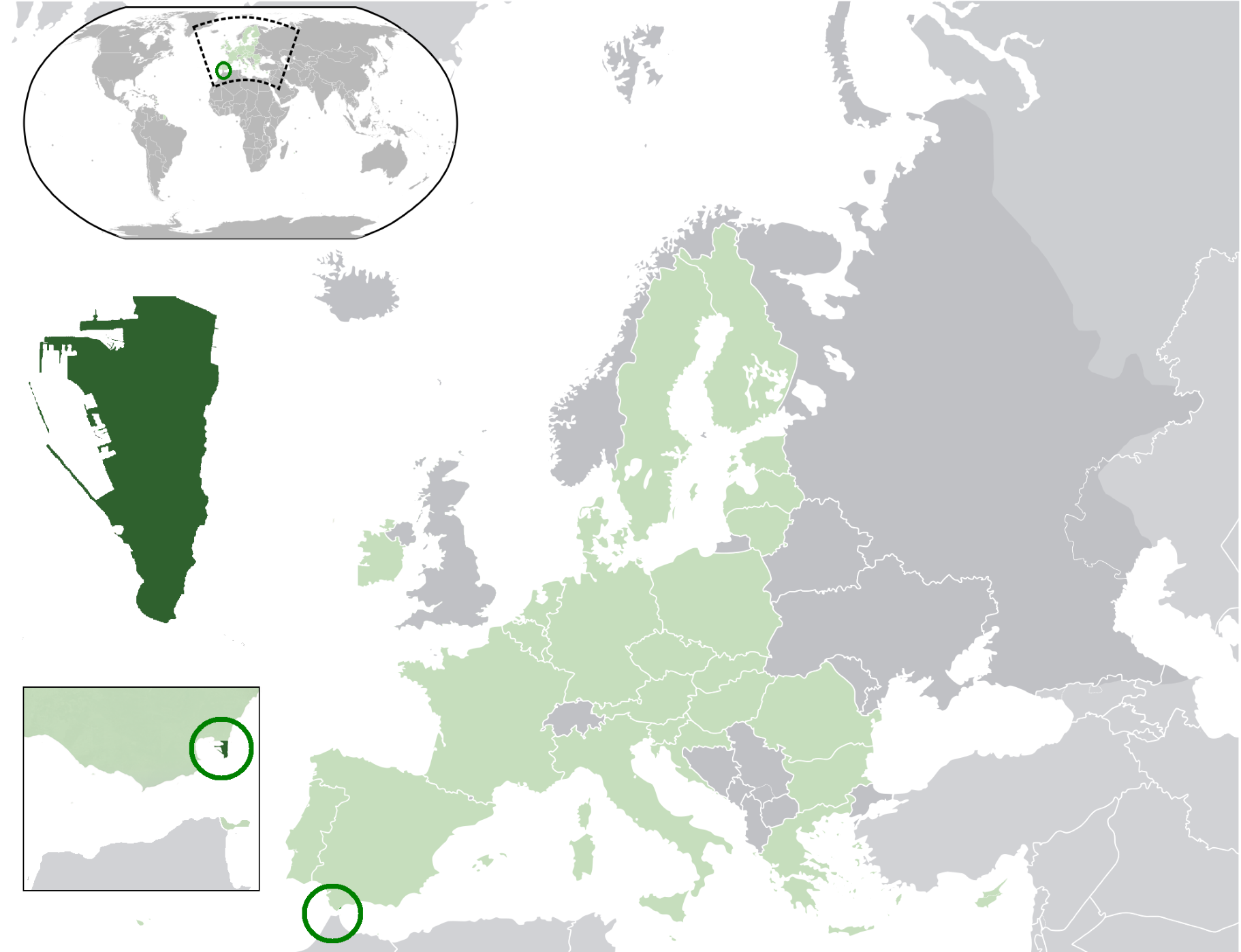
Lokalizacja Gibraltaru

Historia Gibraltaru – małego półwyspu na południowym krańcu Półwyspu Iberyjskiego obejmuje prawie 3 tysiące lat, chociaż pierwsze ślady osadnictwa na tych terenach sięgają prawie 50 tysięcy lat. Przez wieki Gibraltar ewaluował z miejsca czci religijnej, do jednego z najważniejszych miejsc na geopolitycznej mapie świata.

## Prehistoria

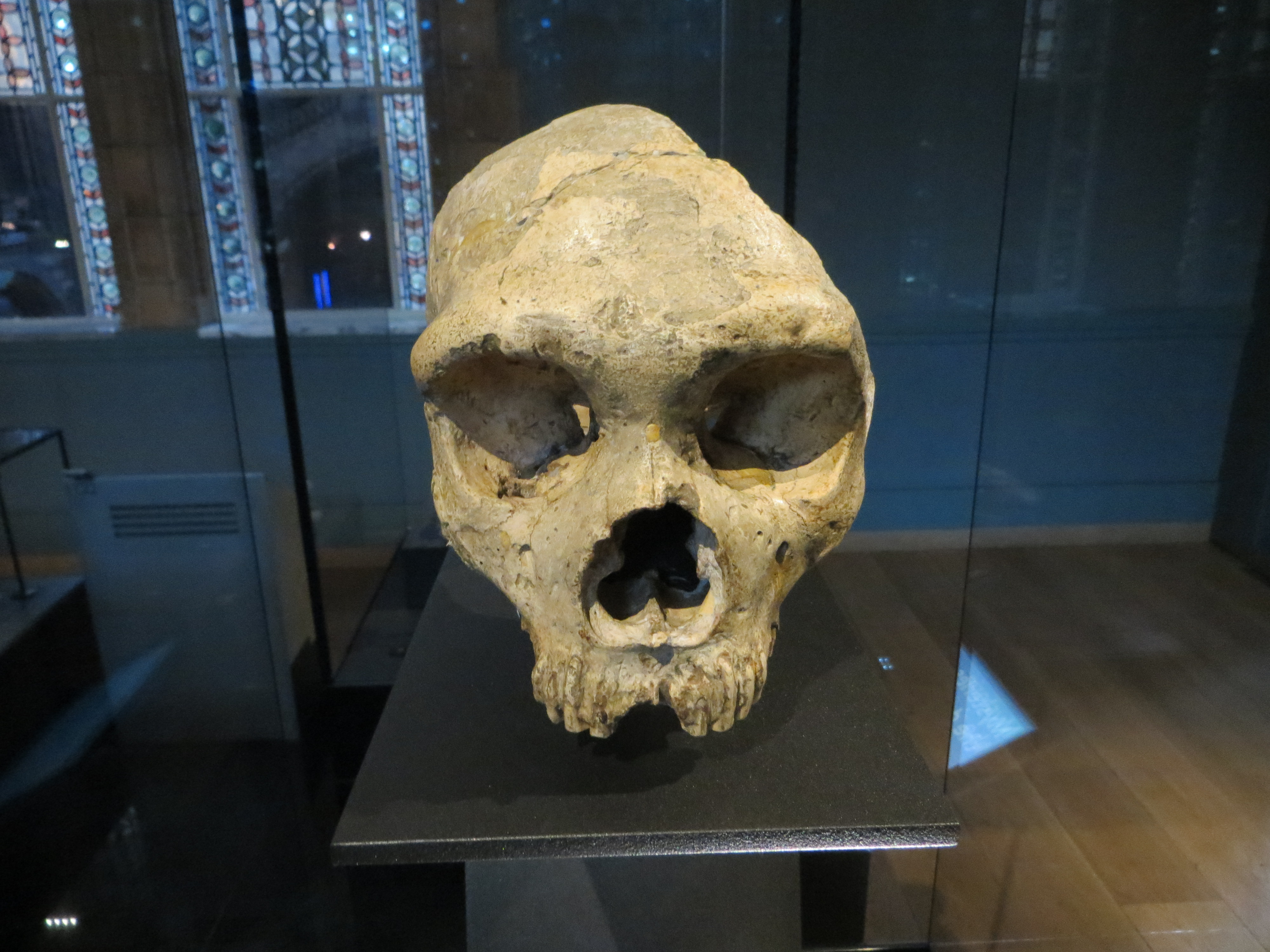
Czaszka Gibraltar 1

Pierwsze ślady osadnictwa człowieka neandertalskiego na Skale Gibraltarskiej pochodzą sprzed 50 tysięcy lat. Odkryto je w 1848 roku podczas wykopalisk w czasie budowy fortyfikacji w kamieniołomie Forbesa. Znaleziska czaszki dorosłej kobiety neandertalskiej, nazwanej w późniejszych latach Gibraltar 1, dokonał kapitan Royal Navy Edmund Flint. W 1862 roku paleontolodzy George Busk i Hugh Falconer przybyli do Gibraltaru, aby zbadać znalezisko Flinta. Dwa lata później czaszka została zaprezentowania Brytyjskiemu Stowarzyszeniu Popierania Nauk. W czasie spotkania uczeni przedłożyli zebranemu gremium raport, wedle którego czaszka znaleziona na Gibraltarze należała do gatunku Homo calpicus. Po odkryciu podobnych szczątków w Neandertalu, nowo odkryty gatunek człowieka nazwano ostatecznie Homo neanderthalensis. Odlew czaszki Gibraltar 1 jest prezentowany w Muzeum Gibraltarskim, a oryginał przechowywany w Muzeum Historii Naturalnej w Londynie. Kolejne fragmenty czaszki homo neanderthalensis odnalazła w 1926 roku Dorothy Garrod. Znalezisko nazwano Gibraltar 2 lub Devil’s Tower Child.

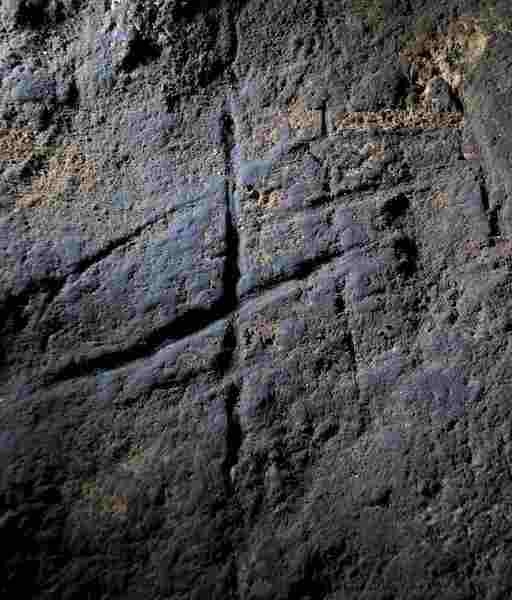
Rysunek odkryty w 2012 roku

W lipcu 2012 roku hiszpański archeolog Francisco Giles Pacheco odkrył w jaskini Gorham rysunek wyryty na głębokość kilku milimetrów. Zdaniem paleontologa Clive’a Finlaysona może on pochodzić sprzed 45-30 tysięcy lat. Narzędzia odkryte w jaskini mogą sugerować, że człowiek neandertalski mógł żyć tam jeszcze 24-28 tysięcy lat temu. Późniejsze ślady ich bytowania nie są już znane.
Neandertalczycy z Gibraltaru byli prawdopodobnie ostatnimi przedstawicielami swojego gatunku. Wymarli około 24 tysiące lat temu, o 2 tysiące lat później niż populacja Homo neanderthalensis z innych części Europy. Wyginięcie gatunku nastąpiło w czasie maksimum glacjalnego ostatniego zlodowacenia, które zbiegło się z rozpadem przybrzeżnych lądolodów. 25,5-22,5 tysiąca lat temu klimat stał się bardzo niestabilny, a żyzne sawanny zostały zastąpione lasami sosnowymi i stepami. Ostateczna przyczyna wyginięcia neandertalczyków z Gibraltaru nie jest znana, ale prawdopodobnie nie było to wynikiem walki z człowiekiem współczesnym, który pojawił się na południu Półwyspu Iberyjskiego dopiero 18 tysięcy lat temu. Populacja neandertalczyków kurczyła się przez ostatnie tysiąclecia, a zmiany klimatu, chów wsobny i choroby przyczyniły się do zagłady.
Po wymarciu neandertalczyków, jaskinie w dalszym ciągu były wykorzystywane przez człowieka rozumnego. W jaskini Gorham odkryto kamienne narzędzia, kości zwierząt datowane na 5-40 tysięcy lat. Wykopaliska archeologicznie wykazały ślady kultury almeryjskiej. Niewiele jest śladów osadnictwa z epoki brązu, ponieważ ludzie porzucili tradycyjne miejsca zamieszkania jakimi były jaskinie.

## Starożytność

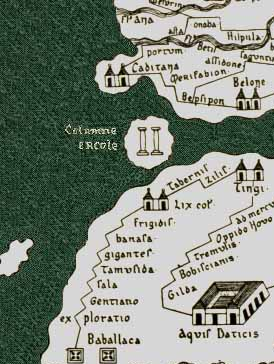
Słupy Heraklesa błędnie przedstawione jako wyspa na mapie Tabula Peutingeriana

W czasach antycznych Skała Gibraltarska była dla ludzi miejscem o znaczeniu symbolicznym i religijnym. Około 950 roku p.n.e. Fenicjanie założyli miasto Carteia, na miejscu dzisiejszego San Roque, nieopodal Gibraltaru. Jaskinia Gorham była sanktuarium dla Genius loci tego miejsca, tak samo jak dla władających później tym terenem Kartagińczyków i Rzymian. W czasie wykopalisk odkryto w jaskini ceramikę, biżuterię oraz egipskie artefakty, pozostawione jako ofiary dla bogów, pozostawione zapewne w podzięce za bezpieczne przeprawienie się przez Cieśninę Gibraltarską.
Starożytni Rzymianie nazywali skałę Mons Calpe. Było to prawdopodobnie zapożyczenie z języka fenickiego słowa kalph (wydrążony). Platon określił Skałę jednym ze Słupów Heraklesa. Zamykające Morze Śródziemne Słupy oznaczały dla starożytnych koniec znanego świata, a samo określenie „za Słupami Heraklesa” znaczyło tyle, co „za Cieśniną Gibraltarską”, stąd czasami Słupami nazywa się również samą Cieśninę. Według relacji greckiego podróżnika z Focji, który odwiedził Gibraltar w VI wieku p.n.e., na Skale obecne były świątynie i ołtarze ku czci tego mitycznego herosa. Nawiązanie do Słupów Heraklesa można odnaleźć również w czasach nowożytnych. Są uwidocznione w osobistym herbie cesarza Karola V, herbie Hiszpanii, herbie Kadyksu, a także w portugalskim Cifrão.
Miejsce było znane starożytnym geografom, lecz z powodu swej niedostępności nie było zasiedlane. W 228 p.n.e. kontrolę nad obszarem przejęła Kartagina, a w 206 p.n.e. Republika rzymska. Po upadku Cesarstwa Rzymskiego, tereny te zostały zagarnięte przez Wandalów, Gotów, a następnie przeszły we władanie Królestwa Wizygotów. W II połowie VI wieku Gibraltar i południowa część Półwyspu Iberyjskiego, należały do Cesarstwa Bizantyjskiego, ale w późniejszym czasie ponownie znalazły się pod panowaniem Wizygotów.

## Panowanie arabskie
27 kwietnia 711 roku Gibraltar był miejscem lądowania berberyjskiego wodza Tarika ibn Zijada, który rozpoczął w tym miejscu arabski podbój Półwyspu Iberyjskiego. Na wieść o zwycięstwach Tarika, jego przełożony Musa ibn Nusajr, umajjadzki zarządca Ifrikijji, przybył na Półwysep by wspomóc go w walce. Dla nowo zdobytych terenów przyjęto nazwę Al-Andalus. Gdy władzę w państwie Umajjadów przejęła w 750 roku dynastia Abbasydów, lenna muzułmańskie zjednoczyły się w niezależny Emirat, a w 929 roku Kalifat Kordoby, rządzący Al-Andalus pod berłem jednego z książąt z dynastii Abbasydów. Po rozpadzie kalifatu w 1031 roku, nastąpił podział Al-Andalus na mniejsze emiraty – taify. Gibraltar wszedł w skład taify Algeciras, lecz już w 1056 roku został podbity przez taifę Sewilli. W obawie przed atakiem Almorawidów od strony Afryki Północnej, rządzący Sewillą Abbad II al-Mutadid nakazał emirowi Algeciras wybudowanie na Gibraltarze twierdzy i obserwowanie brzegu Afryki.
Almorawidzi przybyli na te tereny w 1086 roku nie w wyniku podboju, a na zaproszenie emirów taif, których państwa były zagrożone ekspansjonistyczną polityką króla Kastylii i Leónu Alfonsa VI. Jusuf ibn Taszfin włączył taifę Sewilli w 1090 roku do swojego państwa. Po Almorawidach swój kalifat ustanowili Almohadzi. W 1146 roku Gibraltar znalazł się w granicach ich państwa. Za panowania kalifa Abd al-Mumina rozpoczęto na Gibraltarze budowę warowni Madinat al-Fath (Miasto zwycięstwa) Abd al-Mumin nakazał by w mieście wybudowano meczet, kilka pałaców dla niego i jego synów, oraz zbiorniki magazynujące wodę. Miasto zostało otoczone murem i posiadało tylko jedną bramę wjazdową Bab al-Fath (Brama zwycięstwa). Wybudowano również port oraz postawiono kilka wiatraków na Skale. Po śmierci al-Mumina jego syn Abu Jusuf I zaniechał rozbudowy miasta i przeniósł się do Sewilli.

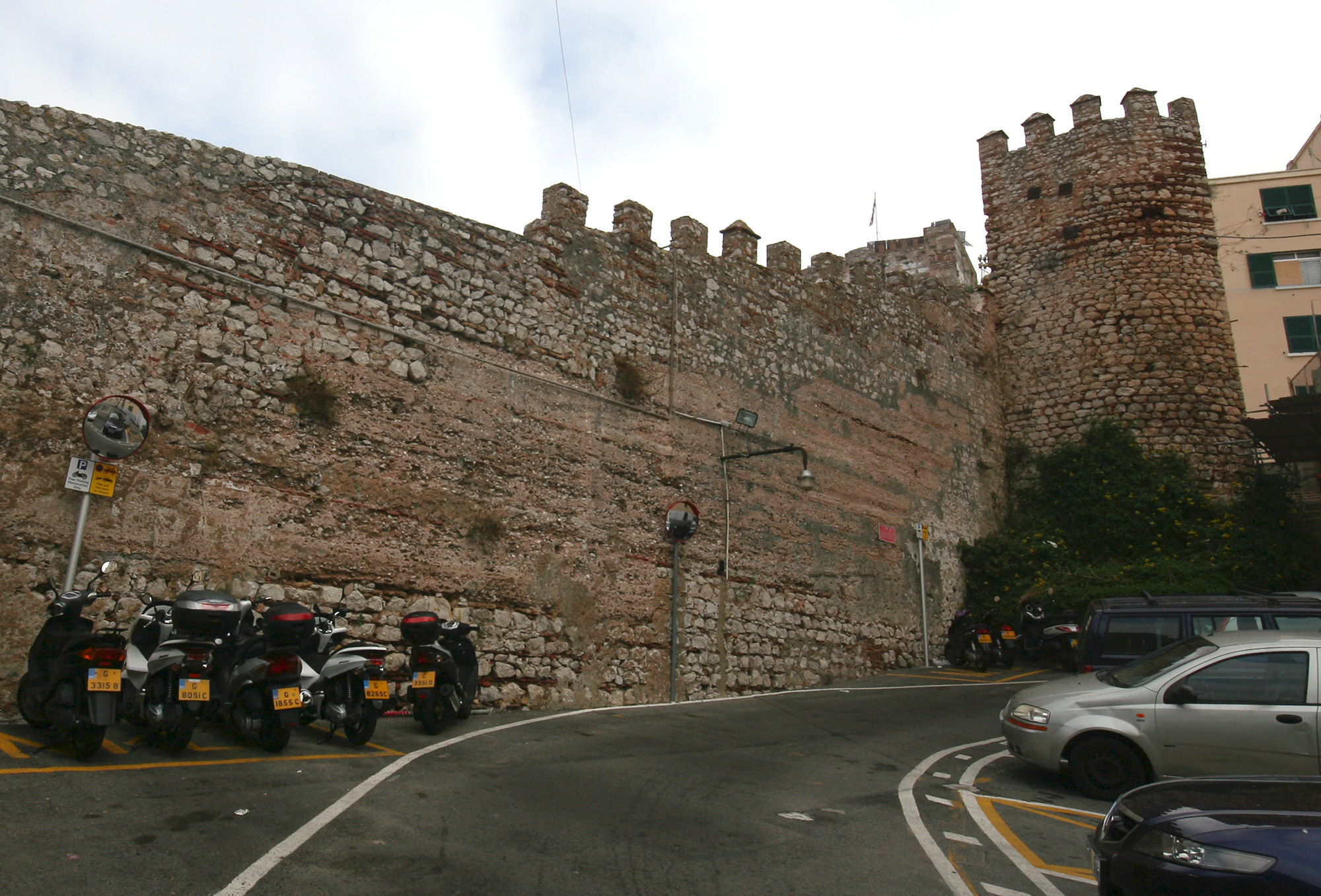
Fragment murów obronnych

Po rozpadzie państwa Almohadów północna część Cieśniny Gibraltarskiej dostała się pod panowanie Emiratu Grenady. W 1274 roku sułtan Grenady Muhammad II przekazał Gibraltar wraz z pobliskim Algeciras sułtanowi Maroka Abu Jusufowi Jakubowi z dynastii Marynidów, jako zapłatę za pomoc w obronie Grenady przed atakiem Kastylii. Inne źródła podają rok 1275 za datę udostępnienia Marynidom portów w Gibraltarze, Algeciras i Tarifie jako baz wypadowych. W 1292 roku Sancho IV Odważny zdobył Tarifę. Marynidzi bez skutku oblegali port, lecz nie odzyskali miasta. W obliczu klęski, sułtan Maroka sprzedał pozostałe ziemie na Półwyspie Iberyjskim będące pod jego rządami władcy Grenady.
W 1309 roku po wygaśnięciu traktatu pokojowego między Królestwem Kastylii a Emiratem Grenady, doszło do wojny między tymi państwami. Wojska pod dowództwem Juana Núñeza II de Lara i Alonso Péreza de Guzmán oblegały Gibraltar (Pierwsze oblężenie Gibraltaru) i ostatecznie 12 września tego samego roku go zdobyły. Ferdynand IV Pozwany nakazał odbudowę i wzmocnienie zniszczonych umocnień. Gubernatorem miasta mianował jednego z oficerów biorących udział w oblężeniu, Alfonsa Fernanda de Mendoza. Na rozkaz Ferdynanda IV rozpoczęto repoblację, całą dotychczasową ludność miasta wygnano do Afryki Północnej, a na jej miejsce sprowadzono osadników chrześcijańskich. W 1315 roku nowy sułtan Grenady Ismail I ogłosił dżihad przeciwko chrześcijańskim władcom Półwyspu Iberyjskiego i rozpoczął oblężenie miasta (Drugie oblężenie Gibraltaru). Książę regent Piotr Kastylijski, rządzący w imieniu małoletniego Alfonsa XI w tym samym czasie przeprowadził na terytorium Grenady łupieżczą wyprawę zbrojną. Na wieść o oblężeniu nakazał swoim siłom iść na odsiecz twierdzy. Ismail I na wieść o nadciągających wojskach kastylijskich nakazał swoim żołnierzom odwrót.

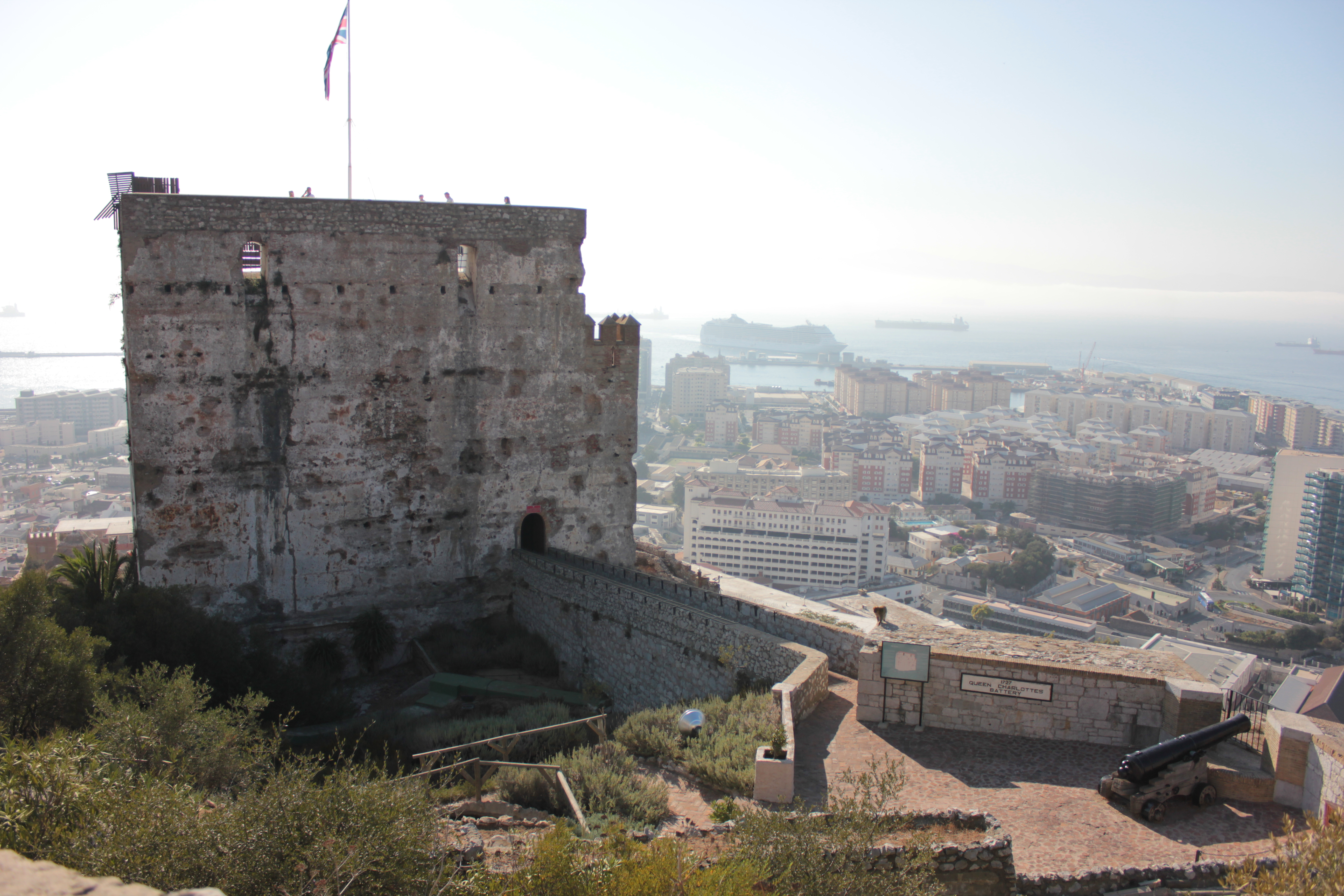
Wieża hołdu

W 1331 roku nowy władca Maroka Abu al-Hassan Ali I rozpoczął politykę zacieśniania więzi z Emiratem Grenady. Oba państwa podjęły wysiłek militarny, aby odbić z rąk chrześcijańskich Gibraltar. W lutym 1333 roku 7 tysięcy żołnierzy pod dowództwem syna Alego I, Abd al-Malika zostało w tajemnicy przeprawionych z Afryki przez Cieśninę Gibraltarską i w Algeciras połączyli swoje siły z wojskami Muhammada IV z Grenady. Kastylijczycy zajęci byli przygotowaniami do koronacji Alfonsa XI i nie od razu zareagowali na koncentrację wojsk arabskich. Gibraltar był źle przygotowany na wypadek ewentualnego oblężenia. Gubernator Don Vasco Perez de Meira sprzeniewierzył fundusze przeznaczone na obronność, przeznaczające je na zakup ziemi w okolicach Jerez de la Frontera. Miasto posiadało kilka rzędów murów obronnych, które ciągnęły się od stoczni aż po zamek na zboczu Skał. Pod koniec lutego atakujący zdobyli stocznie i tereny wokół zamku, gdzie rozstawiono machiny oblężnicze (Trzecie oblężenie Gibraltaru). Dopiero w czerwcu na pomoc ruszyły wojska kastylijskie, lecz było już za późno. 17 czerwca 1333 Vasco Perez poddał miasto, po czym zbiegł do Afryki Północnej. Pomimo tego zwycięstwa, Muhammad IV został zamordowany przez wewnętrzną opozycję w swoim kraju, a Abu al-Hassan wykorzystał tę sytuację i zagarnął miasto. Kastylijczycy niezwłocznie przystąpili do oblężenia (Czwarte oblężenie Gibraltaru), które trwało dwa miesiące i zakończyło się niepowodzeniem.
Po podpisaniu traktatu pokojowego, przystąpiono do rozbudowy miejskich fortyfikacji. Twierdza ciągnęła się od dzisiejszego placu Grand Casemates Square do Upper Castle Road i była podzielona na trzy części. Górowała nad nią Tower of Homage (Wieża hołdu), największa wieża w całej Al-Andalus. Wokół niej wytyczono kasbę. Poniżej kasby znajdowała się późniejsza Villa Vieja (Stare miasto) dostępna jedynie przez bramę Bab el-Granada oraz port Dar el-Sinaha do którego można się było dostać trzema bramami. Na miejscu dzisiejszej Katedry Najświętszej Maryi Panny zbudowano meczet. Kolejny usytuowany był w miejscu dzisiejszego Sanktuarium Matki Bożej, Pani Europy na Europa Point.
Od sierpnia 1349 do marca 1350 roku wojska Alfonsa XI oblegały twierdzę (Piąte oblężenie Gibraltaru). Atakujących zdziesiątkowała epidemia czarnej ospy. Wśród zmarłych był również sam król, po śmierci którego zaniechano dalszego oblężenia. W 1374 roku władztwo nad Gibraltarem ponownie przejęli Nasrydzi z Grenady. W 1410 roku garnizon wypowiedział posłuszeństwo emirowi Jusufowi III i zadeklarował wierność władcy Maroka Usmanowi III. Twierdza została odbita dzięki stronnikom emira w mieście (Szóste oblężenie Gibraltaru). W 1437 roku kolejną nieskuteczną próbę oblężenia (Siódme oblężenie Gibraltaru) podjęli Kastylijczycy pod wodzą Enrique Péreza de Guzmán. Podczas ataku książę de Guzmán utonął w czasie ataku morskiego, gdy przeładowana łódź w której płynął na ratunek oddziałom lądowym, wywróciła się. Maurowie wyłowili jego ciało i zawiesili w koszu na jednej z baszt.
20 sierpnia 1462 roku miasto zostało ostatecznie zdobyte podczas rekonkwisty przez wojska chrześcijańskie pod wodzą syna Enrique Péreza de Guzmán – Juana Alonso de Guzmán, 1. księcia Medina-Sidonia (Ósme oblężenie Gibraltaru).

## Panowanie hiszpańskie

### Rządy Guzmánów

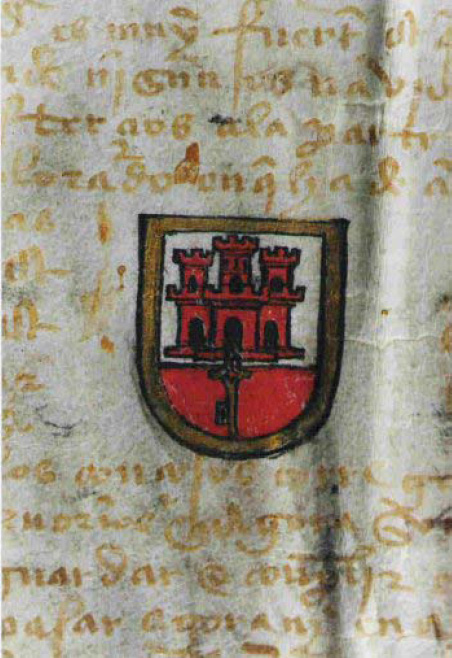
Herb Gibraltaru nadany w 1502 roku

Po podboju, Henryk IV na nowo nadał miastu liczne przywileje, którymi było obdarzane we wcześniejszych okresach panowania chrześcijańskiego. Henryk IV przyjął tytuł Króla Gibraltaru, włączając jednocześnie miasto do comarki Campo de Gibraltar. W 1464 roku część możnych i duchowieństwa będących w opozycji do Henryka IV, na czele z arcybiskupem Toledo Alfonsem Carrillo i markizem de Villena Juanem Pacheco, zdetronizowali króla na rzecz jego przyrodniego brata Alfonsa księcia Asturii. W zamian za obietnicę nadania na własność Gibraltaru, Juan Alonso de Guzmán poparł Alfonsa. Lojalne wobec króla wojska stacjonujące w twierdzy nie chciały jej poddać księciu Medina-Sidonia. W kwietniu 1466 roku rozpoczęło się piętnastomiesięczne oblężenie (Dziewiąte oblężenie Gibraltaru), zakończone sukcesem w lipcu 1467 roku. Juan Alonso de Guzmán zdobył miasto, lecz zmarł rok później. Kontrolę nad miastem sprawował jego syn, Enrique de Guzmán 2. książę Medina-Sidonia. Henryk IV stłumiwszy rebelię powrócił na tron w 1469 roku i przyznał miasto księciom Medina-Sidonia. W 1474 roku de Guzmán w zamian za utrzymanie garnizonu wojskowego odsprzedał miasto Żydom którzy przyjęli chrześcijaństwo, tzw. converso. Po dwóch latach wszyscy converso w liczbie 4350 osób zostali wygnani, a władzę ponownie przejęli Medina-Sidonia. 30 września 1478 roku Enrique de Guzmán otrzymał od królowej Izabeli I Kastylijskiej tytuł Markiza Gibraltaru. Zdając sobie sprawę ze znaczenia militarnego tego miejsca, 2 grudnia 1501 roku Izabela Kastylijska zwróciła się z prośbą do Juana Alfonso Péreza de Guzmán, 3. księcia Medina-Sidonia, o włączenie miasta pod jurysdykcję korony, na co ten odpowiedział aprobatą. 2 stycznia 1502 roku nastąpiło przekazanie władzy w mieście, w imieniu królowej zarząd sprawował Garcilaso de la Vega. 10 lipca 1502 roku królowa nadała miastu herb, który jest używany do dzisiaj. Królowie Katoliccy potwierdzili również przywileje nadane przez Henryka IV, a także przekazali fundusze na przebudowę miasta.

### W składzie korony
W tym okresie Gibraltar oznaczał nie tylko sam półwysep, ale też okoliczne miasta: La Línea de la Concepción, San Roque, Los Barrios i Algeciras. Wschodnia granica przebiegała wzdłuż rzeki Rio Guadiaro, a północna w pobliżu Castellar de la Frontera, Jimena de la Frontera, Alcalá de los Gazules, Medina-Sidonia i Tarify. Po upadku Grenady i włączeniu jej terytorium w skład państwa hiszpańskiego, Marbella przejęła od Gibraltaru status głównego portu południowego wybrzeża Półwyspu Iberyjskiego. Niegościnne tereny wokół miasta nie zachęcały do osiedlania się w nim. Aby zwiększyć populację, król Ferdynand Aragoński polecił by wszyscy skazańcy z dawnego Emiratu Grenady mieli możliwość odbywania kary w garnizonie Gibraltaru, jako alternatywę dla więzienia. Mimo pozornej nieatrakcyjności, Juan Alfonso Pérez de Guzmán, 3. książę Medina-Sidonia próbował odzyskać miasto w 1506 roku (Dziesiąte oblężenie Gibraltaru). Przebywający w Sewilli Guzmán miał nadzieję, że jego stronnicy w Gibraltarze zdołają opanować garnizować, tak się jednak nie stało. Wieści o planach księcia Medina-Sidonia szybko dotarły do mieszkańców Skały, a wszyscy mieszkańcy zostali zobligowani do obrony garnizonu. Wojska Mediny oblegały miasto, nie próbując go szturmować. Po obu stronach nie doszło do rozlewu krwi. Za namową arcybiskupa Sewilli, książę Medina zrezygnował z próby zdobycia miasta i powrócił do swojej twierdzy w Sewilli. Wypłacił również rekompensaty wszystkim, którzy ponieśli straty materialne w czasie oblężenia.

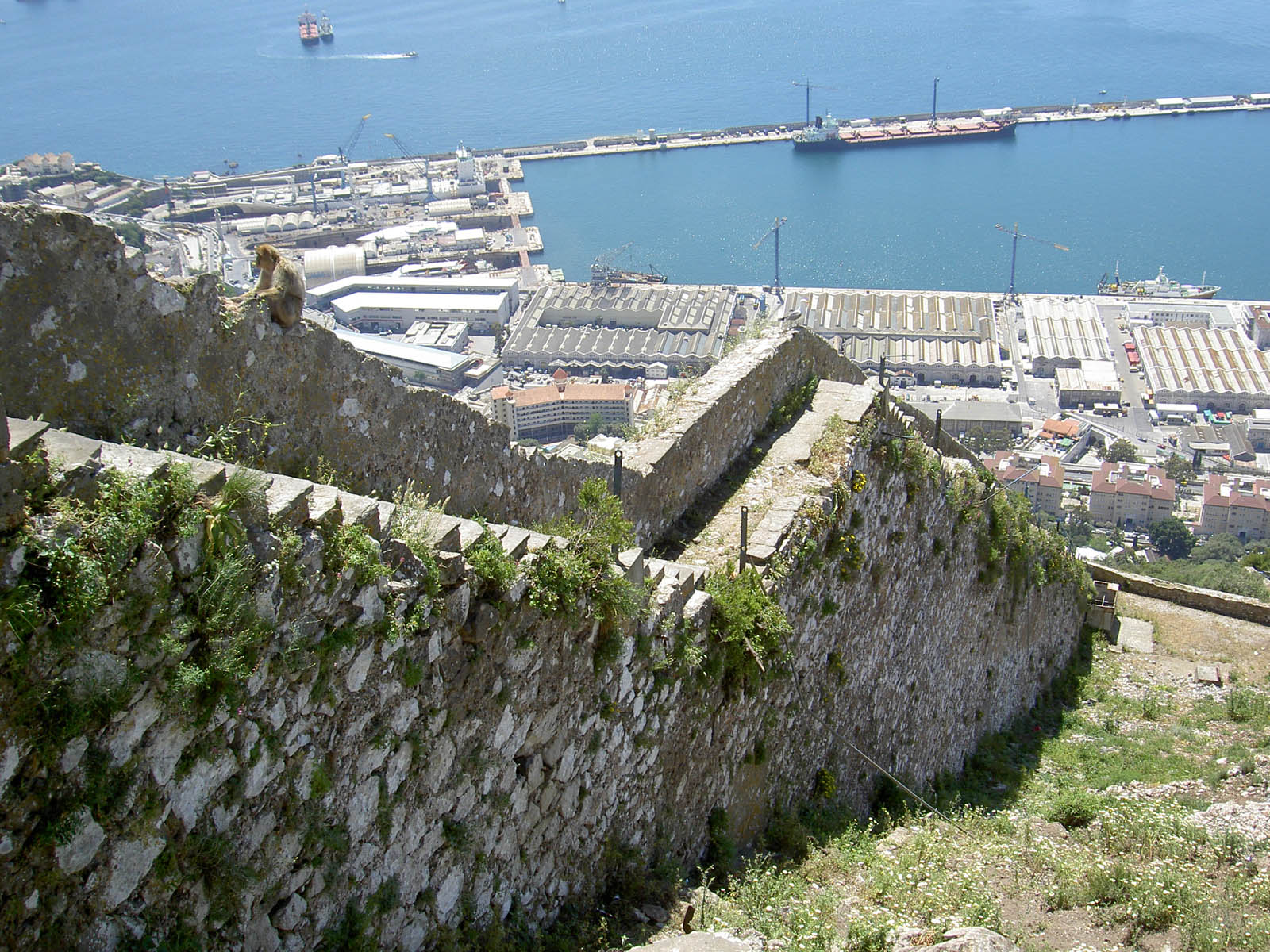
Mur Karola V, wybudowany po ataku piratów we wrześniu 1540 roku, w celu obrony południowego krańca miasta

Pomimo ciągłych zagrożeń zewnętrznych, fortyfikacje popadły w ruinę. W 1540 roku wykorzystali to piraci berberyjscy pod wodzą pochodzącego z Sardynii Ali Hamata, porucznika floty Hajraddina Barbarossy. Sformował on małą flotyllę w skład której weszło 900 chrześcijańskich niewolników i 2000 Turków, którymi dowodził generał Caramani, dawny niewolnik na hiszpańskiej galerze. Wiedząc że południowe wybrzeże Półwyspu Iberyjskiego jest w tym czasie nie chronione, ponieważ Hiszpanie patrolowali okolice Balearów, 24 sierpnia 1540 roku 16 statków z załogą wyruszyło z Algieru w kierunku Morza Alborańskiego, w celu splądrowania fortu. We wrześniu 1540 roku flota zakotwiczyła na południowym krańcu półwyspu. Plądrowanie rozpoczęło się od ograbienia Sanktuarium Matki Bożej patronki Europy, następnie piraci udali się do miasta w celu zdobycia zamku, gdzie opór stawili im mieszkańcy. Po wzięciu do niewoli jeńców, spaleniu wielu domostw i zabiciu wszystkich którzy stanęli im na drodze, 12 września zarządzono odwrót do Vélez de la Gomera w Afryce Północnej. Wzięci do niewoli jeńcy mieli być wykupieni za kwotę 7000 dukatów. Na wieść o ataku, flota Bernardino de Mendozy wyruszyła z Kartageny w poszukiwaniu Turków. 1 października 1540 roku statki Mendozy i Hamata stoczyły bitwę morską w pobliżu Alborán. Hiszpanie wygrali bitwę, opanowali 16 łodzi, a jedną zatopili. W czasie bitwy zginął Caramani, a Hamat dostał się do niewoli. W walce życie straciło ponad 700 muzułmanów, 427 wzięto do niewoli, uwolniono 837 chrześcijańskich niewolników. Hiszpańskie straty wyniosły 137 zabitych i ponad 500 rannych, w tym Mendoza.
Po tym wydarzeniu cesarz Karol V Habsburg nakazał rozbudowę murów miejskich okalających miasto. Jeszcze w 1540 roku rozpoczęto prace konstrukcyjne nad, jak ówcześnie go nazywano, Murem św. Benedykta (Muralla de San Benito). W 1552 roku włoski inżynier Giovanni Battista Calvi przystąpił do rozbudowy murów obronnych. Calvi zaprojektował mur o długości 280 metrów, biegnący w osi wschód-zachód w bliskiej odległości od wybrzeża, a mający swój koniec w przepaści. Druga część muru, tym razem z północy na południe przebiegała od szczytu urwiska i zygzakiem przechodziła w dół, aż do grzbietu Skały Gibraltarskiej. Następca Karola V – Filip II Habsburg polecił w 1558 roku by Giovan Giacomo Paleari Fratino kontynuował prace. Fratino chciał, by prace nad zygzakiem zostały wstrzymane, a on sam powinien zostać zburzony, lecz na takie radykalne zmiany nie pozwolił główny inżynier królewski Tibúrcio Spannocchi. Zygzak ukończono w 1599 roku.
Wody Zatoki Gibraltarskiej w dalszym ciągu, przez wiele lat były niebezpieczne z powodu pojawiających się tam notorycznie piratów berberyjskich. Z tego powodu, wielu mieszkańców południowego krańca Hiszpanii było porwanych i sprzedanych w niewolę. Sytuacji nie poprawiła niewielka eskadra hiszpańskich galer, która została zakotwiczona w porcie w celu zwalczania napadów. Problem nasilił się po 1606 roku, po wygnaniu Morysków z Hiszpanii. Gibraltar był jednym z miejsc, z którego wielu wypędzonych ewakuowało się do Afryki Północnej, a następnie dołączało siłą lub dobrowolnie do piratów.

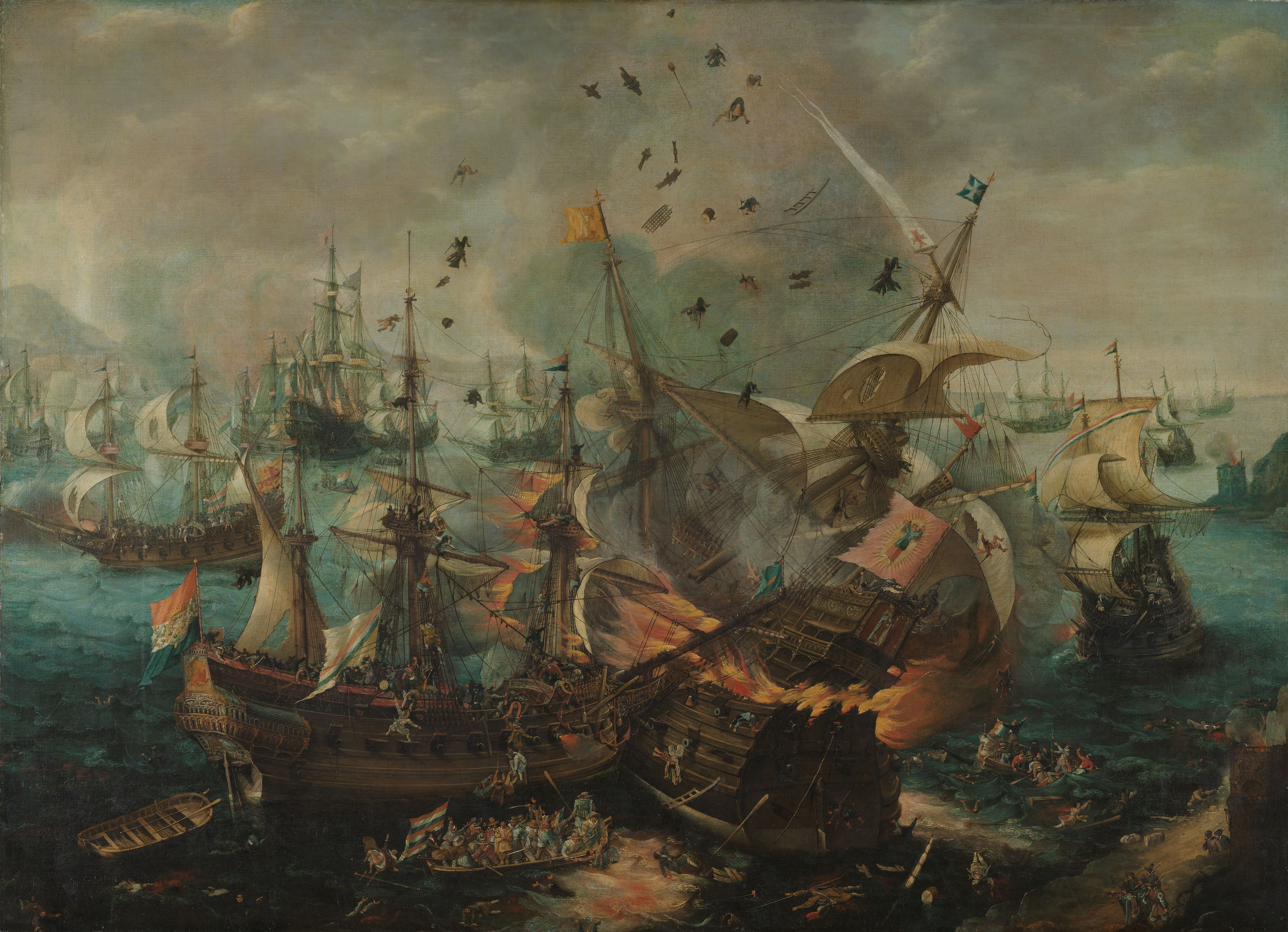
Bitwa morska pod Gibraltarem – Hendrick Cornelisz Vroom

25 kwietnia 1607 roku w czasie trwającej wojny osiemdziesięcioletniej, miała miejsce bitwa morska w Zatoce Gibraltarskiej. Flota niderlandzka doszczętnie zniszczyła stacjonujące w wodach zatoki okręty hiszpańskie. Kolejna bitwa morska między siłami holendersko-duńskimi i hiszpańskimi rozegrała się 10 sierpnia 1621 roku i zakończyła się zwycięstwem Hiszpanów. Pierwsza militarna obecność Anglików datowana jest na rok 1620, kiedy zezwolono im na użycie portu jako bazy w walkach przeciwko piratom berberyjskim, którzy zaczęli urządzać wyprawy łupieżcze na Wyspy Brytyjskie. Angielski Parlament próbował w tym czasie przeforsować pomysł wypowiedzenia wojny Hiszpanii. Flota mająca w założeniu odpierać ataki piratów berberyjskich została wysłana w kierunku Hiszpanii. Pomysłowi stanowczo sprzeciwił się król Jakub I Stuart i ekspedycja została zawrócona. Po objęciu władzy przez Karola I w 1625 roku, wysłano flotę w celu „zdobycia lub złupienia” miasta na hiszpańskim wybrzeżu. Jako jedną z możliwych lokalizacji wskazywano Gibraltar, ale ostatecznie wybrano Kadyks. Wyprawa zakończyła się ostatecznie niepowodzeniem. Anglicy wylądowali w okolicach miejskich winnic, ale zostali ewakuowani w przeciągu czterech dni od zejścia na ląd, z powodu masowego pijaństwa wśród żołnierzy.
Obecność wrogów Hiszpanii w tym rejonie, skłoniła króla Hiszpanii Filipa IV do wzmocnienia twierdzy. Wybudowano nowy falochron zwany Południowym (South Mole) oraz platformę dla strzelców, której użyteczność była ograniczona do minimum, z powodu braku wystarczającej liczby żołnierzy. Z powodu złych warunków sanitarnych i przeludnienia, w 1649 roku na Gibraltarze wybuchła zaraza tyfusu, która pochłonęła ¼ populacji. Flota angielska powróciła na Gibraltar w latach 1651–1652 oraz 1654–1655, jako tymczasowy sojusznik Hiszpanów przeciwko Francji i Holandii.
W 1654 roku Oliver Cromwell wysłał dwie ekspedycje okrętów wojennych, w kierunku Hispanioli celem zdobycia bazy wypadowej na Karaiby, oraz Gibraltaru pod pozorem obrony wybrzeża przed atakami piratów berberyjskich. Anglikom nie udało się zdobyć Hispanioli, ale w maju 1654 roku przejęli kontrolę nad Jamajką. Druga flota zakotwiczyła w okolicach Kadyksu i bez sukcesu próbowała przejąć statki płynące z hiszpańskich kolonii. Wraz z nastaniem zimy, wojska zostały zawrócone do Anglii. W 1693 roku podczas Wojny Dziewięcioletniej, w której Anglia i Hiszpania były sojusznikami, resztki sił angielsko-holenderskich którym dowodził George Rooke, schroniły się w mieście po przegranej bitwie w Zatoce Lagos. Jedenaście lat później Rooke powrócił na Gibraltar aby go zdobyć.

### Wojna o sukcesję hiszpańską

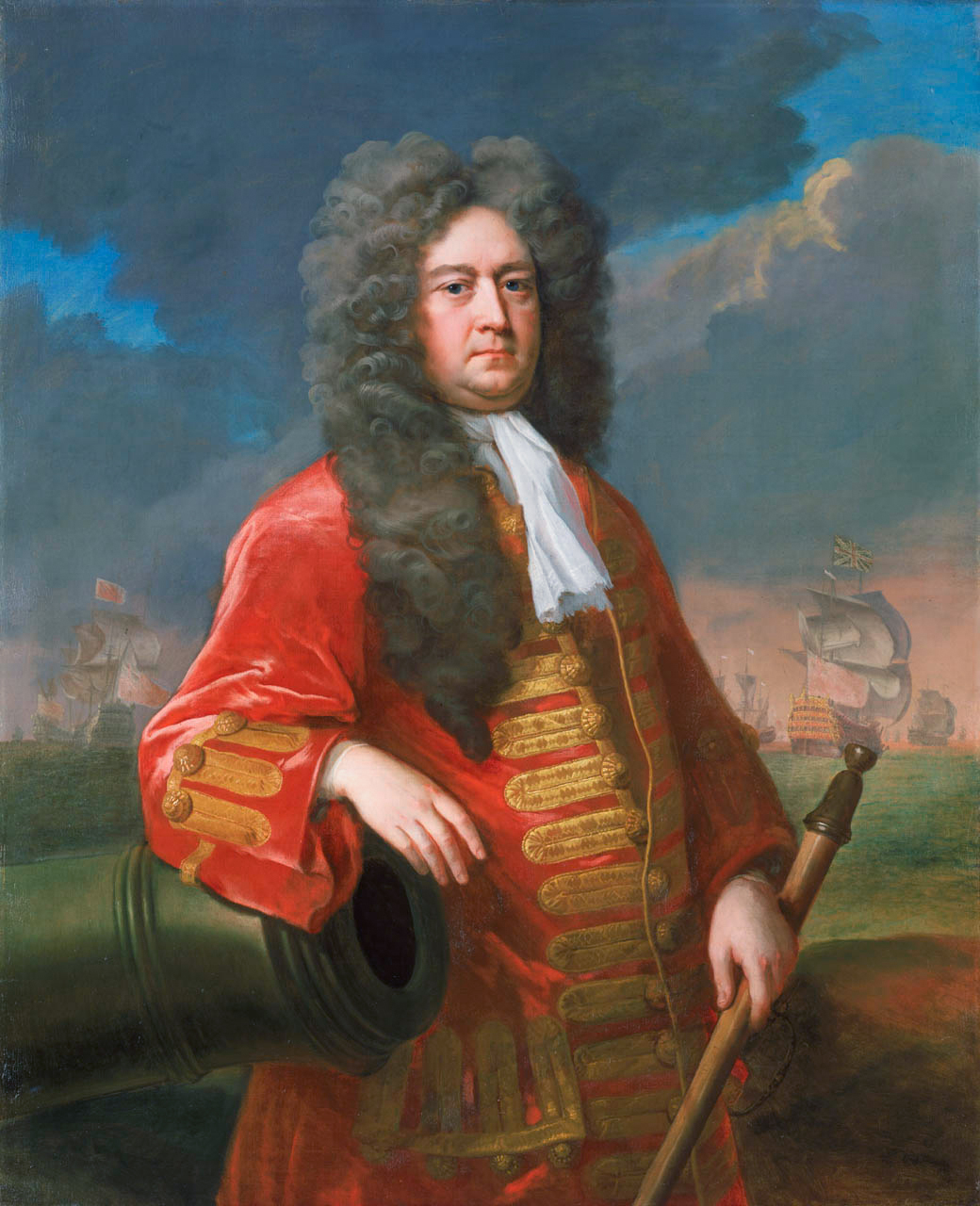
Admirał George Rooke

Po bezpotomnej śmierci Karola II Habsburga, rozpoczęła się wojna o sukcesję hiszpańską. Admirał Rooke objął dowództwo nad flotą angielską w rejonie Atlantyku. Otrzymał również rozkaz atakowania francuskich i hiszpańskich miast nadmorskich, z tym że wybór celu należał do niego. Rooke postanowił zaatakować Gibraltar z trzech powodów. Miasto miało słabo obsadzony garnizon, było ważnym punktem strategicznym, a jego zdobycie mogło zachęcić mieszkańców południowej Hiszpanii do buntu przeciw Filipowi V. Połączone siły morskie pod dowództwem Rooke’a i lądowe Georga von Hessen-Darmstadt rozpoczęły atak na miasto 1 sierpnia 1704 roku (Jedenaste oblężenie Gibraltaru). Po ciężkim ostrzale artyleryjskim 2 sierpnia do ataku przystąpiły oddziały lądowe. Obrońcy Gibraltaru byli dobrze zaopatrzeni w żywność i amunicję, ale atakujący mieli znaczną liczebną przewagę. Hiszpanie nie utrzymali pozycji i rankiem 4 sierpnia gubernator Diego de Salinas poddał miasto. 9 października 1704 roku wojska francusko-hiszpańskie w sile 7 tys. żołnierzy zaczęły oblegać Gibraltar (Dwunaste oblężenie Gibraltaru). Garnizon angielsko-holenderski liczył 2 tys. osób. W grudniu 1704 roku na pomoc obleganym przybyło 2,2 tys. żołnierzy pod dowództwem Johna Leake’a. Siły francuskie wycofały się spod murów miejskich 31 marca 1705 roku. Wojna została rozstrzygnięta w 1713 roku przez szereg traktatów i umów. Zgodnie z postanowieniami pokoju utrechckiego Gibraltar został przekazany Wielkiej Brytanii jako wieczysta kolonia.

## Panowanie brytyjskie

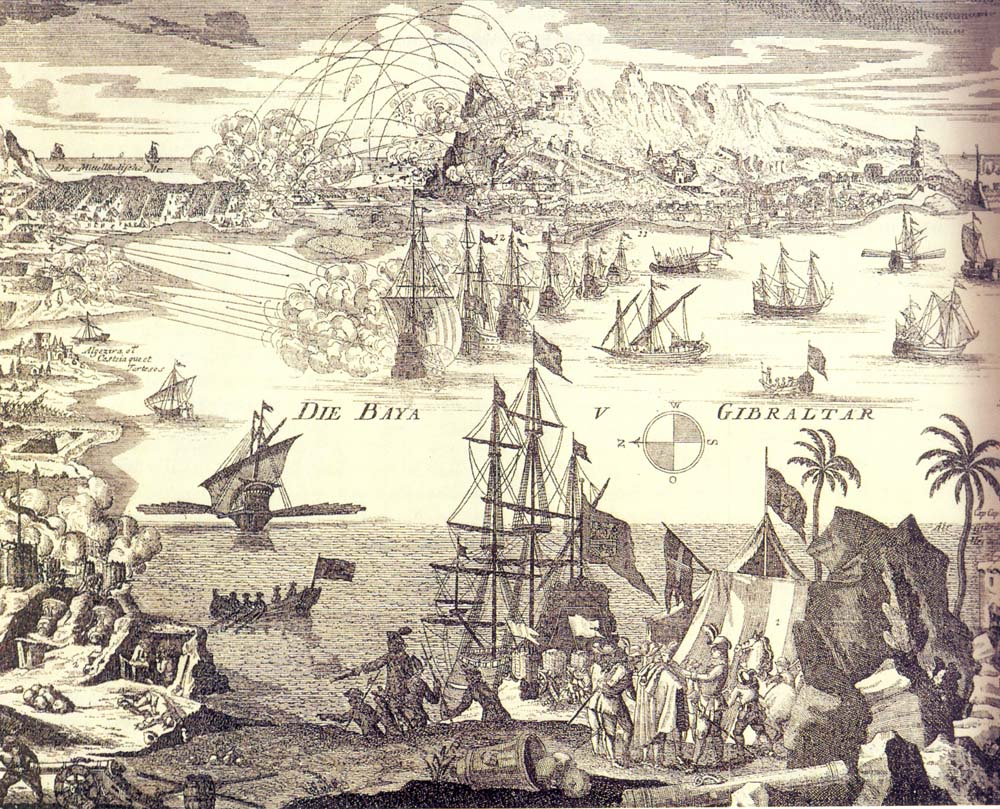
Oblężenie Gibraltaru (1727)

### Hiszpańskie próby odzyskania miasta
Pomimo późniejszego znaczenia, Gibraltar był początkowy postrzegany przez Wielką Brytanię jako karta przetargowa. Kwestie obronne w dalszym ciągu były zaniedbywane. W latach 1713–1728 rząd w Londynie próbował siedmiokrotnie oddać miasto w zamian za ustępstwa hiszpańskie, ale Parlament odrzucał za każdym razem taką możliwość z powodu protestów społecznych. Hiszpania pomimo utraty Gibraltaru oraz pozostałych posiadłości w basenie Morza Śródziemnego, nie zrzekła się pretensji do nich. W 1717 roku hiszpańska flota niespodziewanie przeprowadziła udany desant na Sardynię, a rok później zajęła Sycylię, wyspy będące po ustaleniach Traktatu Utrechckiego pod kontrolą austriacką. Sukcesy Madrytu skłoniły Wielką Brytanię do złożenia Hiszpanii propozycji zwrotu Gibraltaru, w zamian za gwarancję pokoju. Po fiasku rokowań wybuchła wojna Hiszpanii z koalicją angielsko-francusko-austriacką. Sukcesom Hiszpanii położyła kres klęska korpusu ekspedycyjnego wysłanego do Szkocji, w celu pomocy Jakobitom w walce z Anglikami. Wojnę zakończył Traktat Haski z 1720 roku.
W styczniu 1727 roku Hiszpania ogłosiła jednostronne unieważnienie zapisów pokoju utrechckiego odnoszących się do Gibraltaru. Wybuchła wojna angielsko-hiszpańska, a miesiąc później siły hiszpańskie rozpoczęły oblężenie Gibraltaru (Trzynaste oblężenie) i bombardowanie miasta, powodując poważne szkody poprzez intensywny ostrzał artyleryjski. Obrońcy wytrzymali napór wojsk nieprzyjacielskich i Hiszpanie odwołali oblężenie w czerwcu. Na mocy porozumień traktatu w Sewilli z 1729 roku, została ustalona strefa neutralna między brytyjskim obszarem Gibraltaru a hiszpańską miejscowością La Línea de la Concepción o długości 600 toises (ok. 1140 m) – szeroką na „więcej niż odległość dwóch strzałów armatnich między Hiszpanami a Brytyjczykami”. W czasie wojny o niepodległość Stanów Zjednoczonych, w którą militarnie zaangażowana była Wielka Brytania, Hiszpania podęła próbę odzyskania Gibraltaru. W latach 1779–1783 połączone siły hiszpańsko-francuskie przeprowadziły wielkie oblężenie Gibraltaru, zakończone niepowodzeniem.

### XIX wiek
W lipcu 1801 roku na wodach w pobliżu Gibraltaru stoczono dwie bitwy morskie, znane jako bitwy pod Algeciras. W pierwszej bitwie zwycięstwo odniosły połączone floty francusko-hiszpańskie, w drugiej natomiast triumfowali brytyjczycy wspomagani przez statki portugalskie. W czasie kolejnych lat wojen napoleońskich, Gibraltar posłużył admirałowi Horatio Nelsonowi jako baza wypadowa przed bitwą pod Trafalgarem. 28 października 1805 roku, tydzień po bitwie, poważnie uszkodzony okręt HMS Victory wraz z ciałem poległego w czasie bitwy admirała Nelsona, dotarł do Gibraltaru. Wiceadmirał Cuthbert Collingwood przekazał informację o śmierci Nelsona gubernatorowi Gibraltaru Henry’emu Foxowi, a następnie informacja ta została wydrukowana na łamach Gibraltar Chronicle, która była pierwsza gazetą na świecie informującą o triumfie brytyjskiej floty w bitwie. Skutkiem brytyjskiej wiktorii pod Trafalgarem było umocnienie się pozycji Gibraltaru, jako głównej bazy marynarki wojennej koalicji antyfrancuskiej w czasie wojny na Półwyspie Iberyjskim. W 1808 roku pod pretekstem wzmocnienia francusko-hiszpańskiej armii okupacyjnej w Portugalii, armia napoleońska przeprowadziła inwazję na Hiszpanię, a wojska cesarskie zapuściły się aż pod miasto San Roque, bezpośrednio zagrażając brytyjskiej posiadłości. Gdy w 1810 roku francuski marszałek Nicolas Jean de Dieu Soult zagroził bezpieczeństwu Gibraltaru, brytyjskie dowództwo wojskowe Gibraltaru oraz hiszpański
komendant San Roque uzgodnili, że hiszpańskie umocnienia graniczne oraz fortyfikacje zostaną przez angielskich inżynierów zniwelowane, aby uniemożliwić wojskom francuskim zdobycie dogodnych pozycji do szturmu na Skałę. Francuzi zrezygnowali z ataku na Gibraltar, gdyż uznali ją za twierdzę niemożliwą do zdobycia. Na przełomie 1811 i 1812 roku wojska napoleońskie próbowały oblegać niedalekie miasto Tarifa, lecz zrezygnowały po miesiącu. W końcowym etapie wojen napoleońskich terytorium nie było już niepokojone przez obce wojska.
Na początku XIX wieku liczba mieszkańców Gibraltaru szybko wzrastała. Dużą część imigrantów stanowili mieszkańcy Republiki Genui, zajętej przez wojska francuskie. W 1813 roku prawie co trzeci mieszkaniec Gibraltaru pochodził z Półwyspu Apenińskiego, 20 proc. miało korzenie portugalskie, 16,5 proc. hiszpańskie, 15,5 proc. stanowili Żydzi, 13 proc. pochodziło z Wysp Brytyjskich, 4 proc. stanowili potomkowie przybyszów z Minorki. Z powodu złych warunków sanitarnych panujących w mieście, w 1804 roku wybuchły zarazy żółtej febry i cholery. W ich wyniku zmarła ponad ⅓ mieszkańców Gibraltaru oraz wielu żołnierzy stacjonujących w garnizonie. Na początku XIX wieku Gibraltar zaczął pełnić rolę bazy wypadowej Royal Navy, umożliwiając brytyjskim statkom skuteczną blokadę portów w Tulonie, Kartagenie i Kadyksie. W latach 1807–1814 do portu w Gibraltarze zawijały statki z posiłkami dla antyfrancuskiej koalicji walczącej w wojnie na Półwyspie Iberyjskim. W 1814 roku gubernatorem Gibraltaru został mianowany generał George Don. Za jego rządów poprawiono warunki sanitarne oraz wdrożono program budowy kanalizacji, przebudowano szpital św. Bernarda który od tej pory przyjmował cywilów, a także wybudowano Katedrę Świętej Trójcy, która miała służyć społeczności protestanckiej.
W 1830 roku rząd w Londynie zmienił status terytorium z Miasta i garnizonu Gibraltar w Królestwie Hiszpanii na Kolonię królewską Gibraltar. Odpowiedzialność za administrację od Ministerstwa Wojny przejęło nowo powstałe Biuro Kolonialne. W tym samym czasie powołano Królewską Policję Gibraltaru. Jednocześnie w drugiej połowie XIX wieku Brytyjczycy zaczęli stopniowo rozciągać swoje władztwo na część pasa neutralnego o szerokości ok. 1,5 km, oddzielającego Gibraltar od Hiszpanii, aż przypieczętowali stan faktyczny budową w 1908 roku ogrodzenia, mimo protestów Hiszpanii.
Recesja gospodarcza Gibraltaru rozpoczęła się po rozpowszechnieniu napędu parowego. Pierwszy parowiec przybył do tamtejszego portu w 1823 roku. Pojawienie się statków nowego typu zmieniło strukturę handlu w basenie Morza Śródziemnego. Gibraltar z dochodowego portu przeładunkowego przekształcił się w miejsce napraw oraz nawęglania statków wizytujących port. Chociaż na Gibraltar zawijało większość brytyjskich statków płynących dalej do Aleksandrii oraz w kierunku Przylądka Horn, nie wpłynęło to znacząco na poprawę finansów miasta. W tym czasie wzrosło zapotrzebowanie na siłę roboczą spoza Gibraltaru. Miejscowi robotnicy nie nadążali z uzupełnianiem zapasów na statkach wizytujących tutejsze stocznie. Robotnicy z pobliskiego La Línea de la Concepción stopniowo zaczęli zajmować tereny po zniszczonych hiszpańskich umocnieniach, i w ciągu kilkunastu kolejnych lat powstała na nich dzielnica nędzy. Z powodu zastoju gospodarczego liczba ludności Gibraltaru prawie się nie zmieniła w latach 1830-1880, w przeciwieństwie do przygranicznego La Linea gdzie liczba ludności w tym samym okresie się podwoiła.
Relacje brytyjsko-hiszpańskie były w XIX wieku na ogół przyjazne. Szeregowi żołnierze brytyjscy mieli zakaz przekraczania granicy, ale zezwolono na to oficerom oraz cywilom, wśród których część posiadała posiadłości po hiszpańskiej stronie granicy. W 1812 roku brytyjscy oficerowie z udziałem hiszpańskich ziemian zorganizowali pierwsze cykliczne polowanie na lisy zwane Royal Calpe Hunt. Od 1906 roku patronat nad polowaniem objęli władcy Wielkiej Brytanii i Hiszpanii – Edward VII oraz Alfons XIII Burbon. Tradycja wspólnych polowań przetrwała do 1939 roku. Pod koniec lat 70. XIX wieku na brytyjskiej części pasa neutralnego urządzono też dostępne dla Hiszpanów ogrody i tor wyścigów konnych.
W 1865 roku powołano Radę Komisarzy Sanitarnych, a prace nad rozbudową sieci – kanalizacyjnej i wodociągowej oraz nad systemem odwadniającym pomogły uniknąć kolejnych epidemii. W 1857 roku utworzono miejską gazownię, w 1870 roku na Skałę doprowadzono linię telegraficzną, w 1897 roku Gibraltar na stałe został podłączony do sieci elektrycznej.

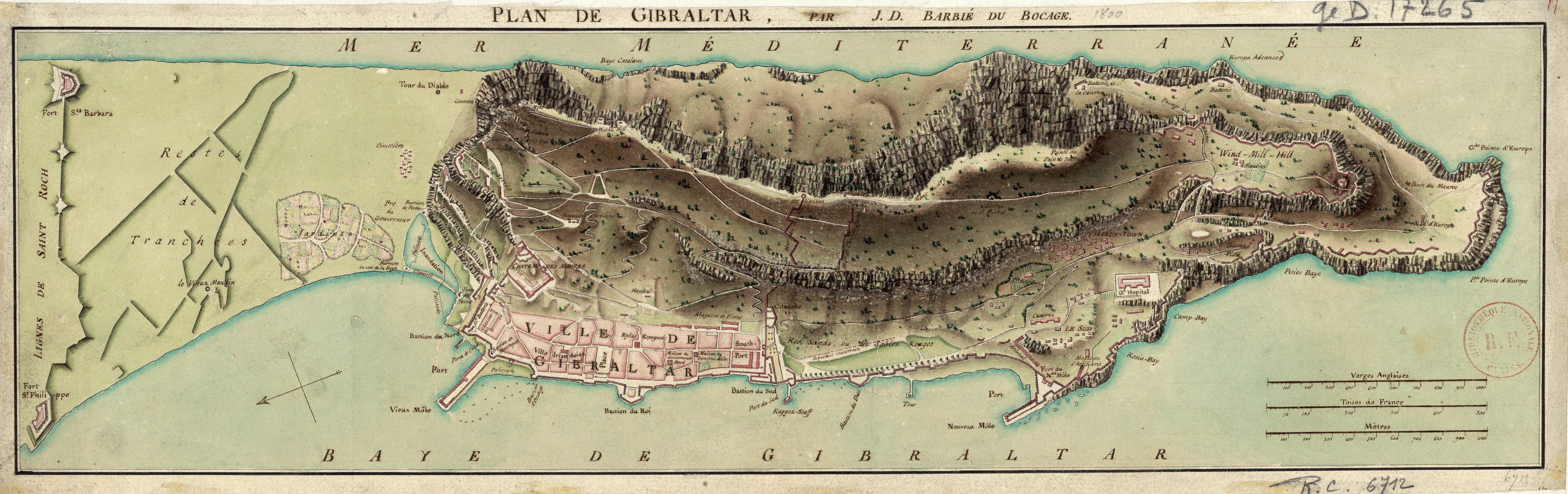
Mapa Gibraltaru i jego umocnień (1799)

Pod koniec XIX i na początku XX wieku Gibraltar coraz bardziej tracił na znaczeniu. Z drugiej strony, po otwarciu Kanału Sueskiego w 1869 roku wzrosło jego znaczenie militarne, jako bazy kontrolującej od zachodu wejście na Morze Śródziemne. Gospodarka kolonii podupadła, ale ze względów militarnych w 1889 roku Londyn zadecydował o rozbudowie portu i stoczni. W pracach brało udział 2,2 tys. robotników i przeprowadzono je kosztem 5 mln funtów. Zgodnie z reformą morską której patronował admirał John Arbuthnot Fisher, Gibraltar stał się bazą Floty Atlantyckiej. 17 marca 1891 roku amerykański statek transatlantycki „Utopia” zderzył się na wodach Zatoki z brytyjskim okrętem wojennym „Anson”. W wyniku katastrofy życie straciło 576 pasażerów „Utopii”.
Gdy jeszcze w połowie XIX wieku większość mieszkańców Skały stanowili przybysze, już według spisu z 1891 roku 75 proc. z 19011 mieszkańców Gibraltaru stanowiły osoby urodzone w tej kolonii. Dwa rozporządzenia królewskie z 1873 oraz 1885 roku wspominały o tym, że żadne dziecko, którego rodzic nie jest mieszkańcem Gibraltaru, nie może się urodzić na tym terytorium. Również cudzoziemcy bez specjalnego zezwolenia nie mogli uzyskać stałego prawa pobytu. Na 14244 osób urodzonych w kolonii przypadało 711 Brytyjczyków, 695 Maltańczyków oraz 960 poddanych brytyjskich z innych dominiów. Gibraltar zamieszkiwało również 1869 Hiszpanów (z czego 1341 stanowiły kobiety), Portugalczycy, Włosi, Francuzi oraz Marokańczycy.

### I wojna światowa i lata międzywojenne
Wartość bazy morskiej została szybko uwidoczniona, kiedy kilka minut po przystąpieniu Wielkiej Brytanii do I wojny światowej, niemiecki liniowiec został przejęty przez brytyjski torpedowiec. Następnego dnia ten sam los spotkał kolejne trzy wrogie statki. Pomimo iż Gibraltar nie był główną areną walk, w przeciwieństwie do kolejnej wojny światowej, odgrywał ważną rolę w wojnie podwodnej. Baza morska była intensywnie wykorzystywana przez okręty alianckie do zaopatrzenia i napraw. Wody Zatoki Gibraltarskiej były miejscem formowania się konwojów alianckich, a niemieckie okręty podwodne podkradały się do Cieśniny w poszukiwaniu celów. 9 listopada 1918 roku w pobliżu Przylądka Trafalgar niemiecka łódź podwodna zatopiła brytyjski okręt wojenny HMS „Britannia”.
Przywrócenie pokoju oznaczało zmniejszenie wydatków na rozwój kolonii, lecz jej budżet został podreperowany w wyniku dużego wzrostu ruchu statków liniowych i wycieczkowych do Gibraltaru. Brytyjskie statki płynące do i z Południowej Afryki czy Indii, zatrzymywały się na wodach Zatoki, podobnie jak jednostki francuskie, włoskie, greckie płynące do Ameryki. W 1922 roku powołano Radę Wykonawczą oraz wybrano Radę Miasta, ciało doradcze gubernatora, co było krokiem w kierunku samostanowienia terytorium. W 1931 roku podjęto pierwszą próbę uruchomienia komunikacji lotniczej z Gibraltaru, lecz loty trwały jedynie kilka miesięcy.
Wybuch hiszpańskiej wojny domowej dotknął także Gibraltar, pomimo że Wielka Brytania nie brała udziału w konflikcie. Kolonia stała się miejscem schronienia dla około 10 tys. hiszpańskich uciekinierów, co przyczyniło się do jej poważnego przeludnienia. Royal Navy patrolowała wody Zatoki, aby zapobiec dostawom sprzętu wojskowego dla walczących stron. W maju 1937 roku jeden z okrętów biorących udział w patrolu, HMS „Hunter” wpłynął na minę ustawioną przez wojska walczące po stronie nacjonalistów. Śmierć poniosło 8 marynarzy, a 24 zostało rannych. Wojna przyczyniła się do podziału społeczności – z jednej strony władze brytyjskie, kościoły anglikański i rzymskokatolicki wspierały nacjonalistów, a klasa robotnicza stanęła po stronie Republiki.

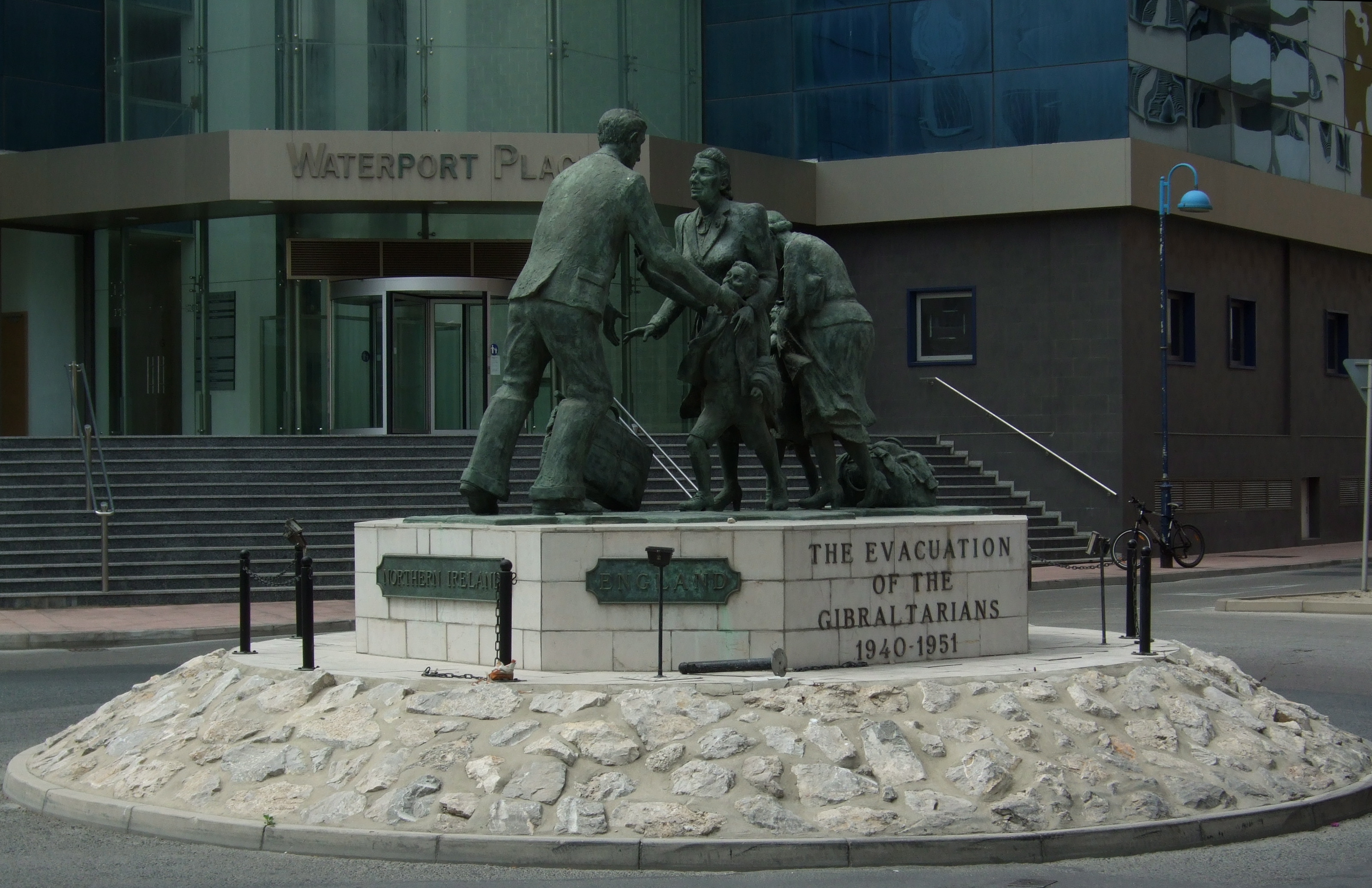
Pomnik upamiętniający ewakuowanych mieszkańców Gibraltaru

### II wojna światowa i ewakuacja cywilów
Początkowo II wojna światowa nie wpływała znacząco na życie mieszkańców kolonii, Hiszpania oraz Włochy pozostawały neutralne i nie zagrażały Brytyjczykom. Sytuacja zmieniła się w 1940 roku po niemieckim ataku na Francję oraz włoskiej inwazji na ten kraj. Rząd brytyjski w obawie przed możliwością przystąpienia Hiszpanii do wojny po stronie państw Osi, ewakuował całą ludność cywilną i zastąpił ją personelem wojskowym.
Na początku czerwca 1940 roku około 13,5 tys. osób ewakuowano statkami do Casablanki we Francuskim Maroko. Po francuskiej kapitulacji w lipcu 1940 roku, nowe proniemieckie władze Vichy szukały sposobu na pozbycie się ze swojego terytorium ewakuowanych. Sposobność ku temu nadarzyła się szybko, ponieważ do Casablanki zawitało 15 brytyjskich statków towarowych z francuskimi żołnierzami pod dowództwem komandora Crichtona. Francuzi zażądali od Brytyjczyków aby zabrali wszystkich ewakuowanych z Gibraltaru. Crichton zdecydował się wbrew rozkazom Admiralicji zabrać ich na pokład.
Po dobiciu do Skały, dopiero po otrzymaniu dyspozycji z Londynu, gubernator Gibraltaru generał Clive Gerard Liddell zezwolił na lądowanie. Cała operacja zakończyła się 13 lipca 1940 roku. Niedługo później na prośbę gubernatora, który uważał, że wszyscy cywile powinni być na czas wojny wysiedleni z Gibraltaru, rozpoczęto kolejną ewakuację. Wobec braku wystarczającej liczby wolnych miejsc dla Gibraltarczyków, jedynie około 10 tys. z nich wysłano Londynu. Pozostałą część wysłano na Maderę, Jamajkę oraz do Indii Zachodnich.
Pierwszy atak lotniczy na terytorium Gibraltaru w czasie II wojny światowej miał miejsce 18 lipca 1940 roku. Lotnictwo Vichy w odpowiedzi na wcześniejsze zatopienie floty w ramach operacji Catapult zbombardowało miasto, nie wyrządzając jednak większych strat. Kolejne francuskie ataki miały miejsce 24 oraz 25 września 1940 roku. Były to zarazem ostatnie naloty przeprowadzone przez lotnictwo podporządkowane rządowi w Vichy.
Podjęto decyzję o refortyfikacji kolonii i wydrążono w Skale Gibraltarskiej 48 km tuneli. Zwiększono również liczbę dział przeciwlotniczych. W 1940 roku urządzono lotnisko wojskowe na miejscu dotychczasowego prowizorycznego lądowiska, po czym na przełomie 1941 i 1942 roku rozpoczęto pracę nad jego rozbudową. Wydłużono w stronę morza pas startowy do 1417 metrów. Do opanowania przez aliantów północnej Afryki i Sycylii w 1943 roku było to jedyne, oprócz lotnisk na Malcie, lądowisko dla samolotów kursujących na trasie Anglia – Egipt (pomijając krótkie okresy, gdy alianci mieli w posiadaniu lotniska w Libii). Gibraltar był też jednym z dwóch głównych portów które obsługiwały wojskowe konwoje transatlantyckie. Od listopada 1942 do sierpnia 1945 roku między Stanami Zjednoczonymi a Gibraltarem w 189 konwojach kursowało 11 119 statków. Między grudniem 1942 a marcem 1945 roku przetransportowano na tej trasie 536 134 żołnierzy.
Gibraltar był atakowany w czasie wojny kilkukrotnie, zarówno jawnie, jak i skrycie. Jeszcze w 1940 roku został zbombardowany przez lotnictwo francuskie wierne rządowi Vichy. Sporadycznie zdarzały się ataki lotnictwa niemieckiego i włoskiego. W latach 1940–43 włoscy płetwonurkowie z X flotylli MAS zatopili lub uszkodzili w kilku akcjach 14 statków na redzie Gibraltaru, lecz wobec przeciwdziałania brytyjskiego nie zdołali zagroziić okrętom w porcie. Hiszpania w czasie konfliktu pozostawała neutralna, lecz po cichu wspierała hitlerowskie Niemcy. Adolf Hitler bezskutecznie próbował namówić Francisco Franco do przystąpienia do wojny po stronie Państw Osi. Niemcy przygotowały na tę okazję plan zajęcia Gibraltaru pod kryptonimem operacja Felix, lecz nie został on zrealizowany. Zagrożenie dla Gibraltaru znacznie spadło w 1943 roku, po kapitulacji Włoch.

### Lata powojenne
Pierwsi cywile powrócili na Gibraltar już w kwietniu 1944 roku, a ostatni z ewakuowanych w lutym 1951 roku. Problemem dla powracających był brak miejsca do zakwaterowania. Garnizon wojskowy przeniesiono na południe półwyspu, aby zwolnić cywilom miejsce. Tymczasowo zaadaptowano dla nich również wojskowe baraki. Przyjęto program budowy domów, ale z powodu braków materiałów budowlanych, postęp prac był bardzo powolny. Głosy na temat przyszłości Gibraltaru nasiliły się w 1946 roku, kiedy ONZ wpisało go na listę terytoriów niesamodzielnych wymagających dekolonizacji. 27 kwietnia 1951 roku miała miejsce eksplozja na statku RFA Bedenham. W jej wyniku śmierć poniosło 13 osób, a uszkodzeniu uległo wiele budynków w mieście m.in. Katedra, rezydencja gubernatora oraz wiele odbudowywanych po wojnie domów. 1 maja 1954 roku w geście protestu przeciwko planowanej wizycie królowej Elżbiety II, z okazji 250 rocznicy zdobycia Gibraltaru, zamknięto hiszpański konsulat.
Po zakończeniu wojny, na Gibraltarze rozpoczęto próby wprowadzenia cywilnej samorządności. Wybory do Rady Miasta w 1945 roku wygrało Stowarzyszenie na Rzecz Rozwoju Praw Obywatelskich kierowane przez Joshuę Hassana. Jego ugrupowanie zdobyło wszystkie miejsca w Radzie. W 1947 roku kobiety uzyskały prawo głosu, a w 1950 roku stworzono Radę Legislacyjną. W 1955 roku powołano do życia kolejne ugrupowanie polityczne, Partię Wspólnoty (Commonwealth Party). W tym samym roku Hassan został wybrany burmistrzem miasta.

### Referendum i nowa konstytucja
Zgodnie z rezolucją 2070 przyjętą przez Zgromadzenie Ogólne ONZ 16 grudnia 1965 roku, władze brytyjskie i hiszpańskie rozpoczęły rozmowy na temat przyszłości Gibraltaru. 18 maja 1966 roku hiszpański minister spraw zagranicznych Fernando Castiella przedstawił 3-punktową propozycję dotyczącą rozwiązania sprawy Gibraltaru. Hiszpania domagała się anulowania zapisów pokoju utrechtckiego, obecność wojsk brytyjskich miałaby być uregulowana odrębną umową, a mieszkańcy Gibraltaru mieli otrzymać gwarancję zachowania swojej odrębności kulturowej, gospodarczej i brytyjskiego obywatelstwa po przejściu Gibraltaru pod hiszpańskie zwierzchnictwo. Od stycznia 1966 roku Hiszpania też zakazała lotów do Gibraltaru nad swoim terytorium.
10 września 1967 roku przeprowadzono referendum w którym do wyboru były dwie opcje: Gibraltar staje się częścią Hiszpanii zgodnie z propozycją z maja 1966 roku lub pozostaje dobrowolnie pod zwierzchnictwem brytyjskim. Mieszkańcy opowiedzieli się za pozostaniem Gibraltaru jako terytorium zamorskiego Wielkiej Brytanii. W głosowaniu wzięło udział 12 672 osób, za opcją brytyjską wypowiedziało się 12 138 osób (99,64%), za hiszpańską 44 (0,36%), głosy nieważne 55. Hiszpania nie uznała wyników referendum. Był to pierwszy akt samostanowienia mieszkańców Gibraltaru. Od 1992 roku 10 września obchodzony jako święto narodowe.
Następstwem referendum było rozpoczęcie prac nad nową konstytucją. Od 16 lipca do 24 lipca 1968 roku obradowała Konferencja Konstytucyjna pod przewodnictwem Malcolma Shepherda, 2. barona Shepherd. Wzięli w niej udział Joshua Hassan, Aurelio Montegriffo i Abraham Serfaty ze Stowarzyszenia na Rzecz Rozwoju Praw Obywatelskich; Robert Peliza, Maurice Xiberras i radca prawny Frederick Bennet z ramienia Partii Integracji z Wielką Brytanią; oraz Peter Isola. Konstytucja weszła w życie 30 maja 1969 roku i zakładała m.in. powołanie 17-osobowego parlamentu (15 osób wybieranych w głosowaniu, 2 mianowanych przez gubernatora) oraz zmianę nazwy terytorium z Kolonii królewskiej Gibraltar na Miasto Gibraltar.

### Zamknięcie granicy

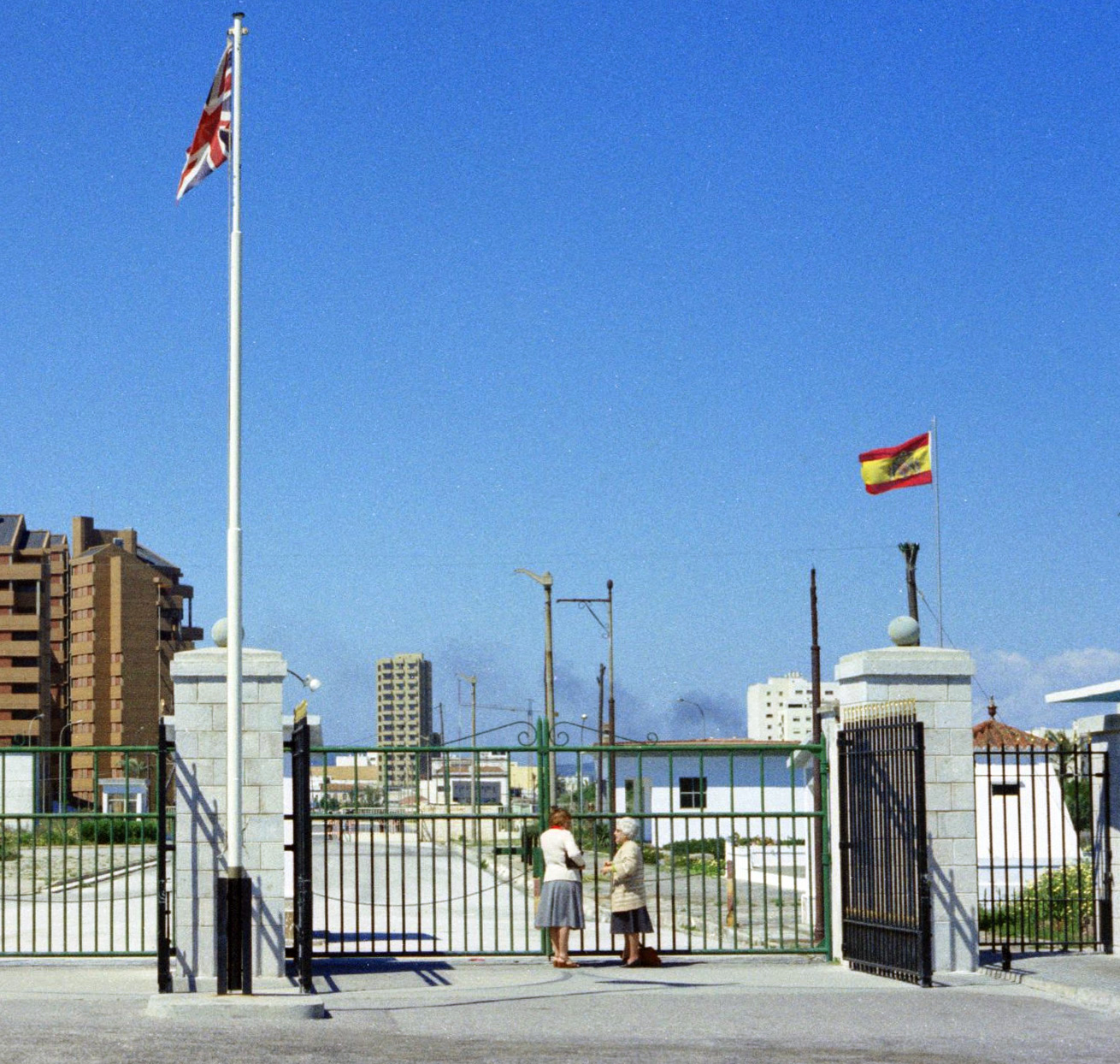
Zamknięte przejście graniczne (1977)

W odpowiedzi na wynik referendum i wprowadzenie konstytucji, Hiszpania zaczęła wprowadzać restrykcje w handlu oraz ruchu granicznym między swoim terytorium a Gibraltarem. Od 6 maja 1968 roku hiszpańscy pogranicznicy z La Línea blokowali ruch pieszy. Ograniczenie nie dotyczyło hiszpańskich robotników pracujących po brytyjskiej stronie granicy. 6 czerwca 1969 dyktator Franco nakazał całkowite zamknięcie granicy lądowej, a w październiku zerwano połączenia telefoniczne i telegraficzne. Pracę w Gibraltarze straciło 4666 hiszpańskich robotników, co stanowiło ⅓ wszystkich osób pracujących na terytorium.
Śmierć Francisco Franco w 1975 roku doprowadziła do powolnej normalizacji stosunków hiszpańsko-brytyjskich. Hiszpania złożyła wniosek o członkostwo we Wspólnocie Europejskiej oraz w NATO, a do pozytywnego ich rozpatrzenia niezbędne było poparcie Wielkiej Brytanii. 10 kwietnia 1980 roku podpisano dwustronne Porozumienie Lizbońskie, o usunięciu przez Hiszpanię nałożonych wcześniej restrykcji i podjęciu negocjacji w sprawie statusu Gibraltaru. Otwarcie przejścia granicznego wielokrotnie przekładano z „powodów technicznych”.
Przełom nastąpił po wygranej socjalistów w wyborach parlamentarnych w październiku 1982 roku. 15 grudnia 1982 roku nastąpiło częściowe otwarcie granicy dla pieszych. Mogli ją przekraczać wyłącznie mieszkańcy Gibraltaru legitymujący się brytyjskim paszportem oraz obywatele hiszpańscy. Dodatkowo hiszpańskie służby celne nie zezwalały na transfer jakichkolwiek dóbr na terytorium Hiszpanii.
Z powodu nierealizowania wcześniejszych postanowień, doszło do dwustronnych rozmów w Brukseli (tzw. proces brukselski). 27 listopada 1984 roku ogłoszono porozumienie, na mocy którego Hiszpania zgodziła się na całkowite otwarcie granicy, a w zamian Wielka Brytania zobowiązała się do poparcia hiszpańskiej kandydatury we Wspólnocie Europejskiej oraz zgodziła się rozpocząć rozmowy na temat niepodległości Gibraltaru. Porozumienie było mocno krytykowane przez władze Gibraltaru oraz jego mieszkańców. Przedstawiciele lokalnych władz zostali włączeni w skład delegacji Wielkiej Brytanii, pomimo swoich żądań aby Gibraltar miał w rozmowach swoją reprezentację. 5 lutego 1985 nastąpiło pełne otwarcie przejścia granicznego. Utrzymano jednak w mocy ograniczenia komunikacji lotniczej i morskiej z Gibraltarem.

### Operacja Flavius

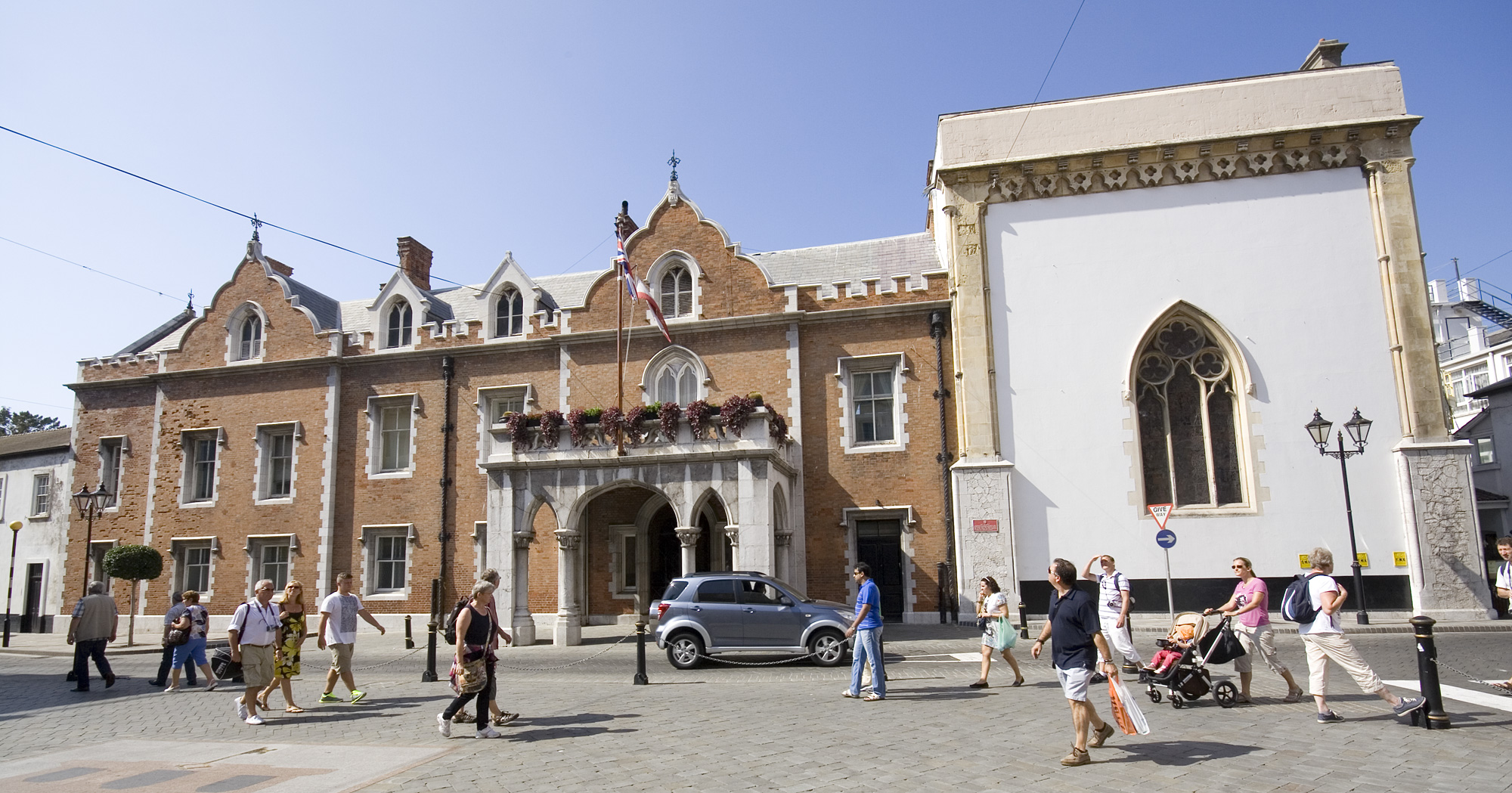
Siedziba gubernatora

Od końca 1987 roku Brytyjczycy wiedzieli, że Irlandzka Armia Republikańska planuje zamach na personel wojskowy w Gibraltarze. W listopadzie 1987 roku potwierdziły się przypuszczenia brytyjskiego wywiadu, gdy odkryto, że kilku terrorystów podróżowało na południe Hiszpanii, a jeden z nich został rozpoznany przed siedzibą gubernatora Gibraltaru, w czasie uroczystości zmiany warty. Podejrzewano, że terroryści użyją samochodu-pułapki do ataku na żołnierzy. W grudniu 1987 roku zawieszono ceremonię, aby uzyskać pewność co do celu ataku. Wierzono, że ich podejrzenia się potwierdziły, kiedy w lutym 1988 roku zaraz po wznowieniu uroczystości, zauważono osobę kojarzoną z IRA.
Po wznowieniu ceremonii, trzech członków IRA – Seán Savage, Daniel McCann i Mairéad Farrell, udało się do Malagi, gdzie wynajęli samochód i skierowali się na Gibraltar. Ich aktywność była monitorowana od dłuższego czasu przez brytyjskie służby specjalne, więc decyzję o wysłaniu na miejsce SAS podjęto niemal natychmiast, po osobistej aprobacie przez ówczesną premier Wielkiej Brytanii Margaret Thatcher. Wedle przyjętej przed akcją taktyki, oficerowie SAS mieli pomóc gibraltarskiej policji aresztować podejrzanych, jeśli ci pojawiliby się w pobliżu pałacu gubernatora.
6 marca 1988 o 12.45 czasu środkowoeuropejskiego Savage wjechał nierozpoznany na Gibraltar białym Renault 5. Półtorej godziny później, oficer MI5 rozpoznał go w pobliżu rzekomego miejsca planowanego ataku. O 14.30 również McCann i Farrell przekroczyli granicę i byli od samego początku śledzeni. O 14.50 cała trójka spotkała się i oddaliła od miejsca zaparkowania samochodu. Jeden z żołnierzy biorących udział w akcji sprawdził auto Savage’a i stwierdził, że mogą w nim znajdować się ukryte ładunki wybuchowe. Po otrzymaniu tej informacji komendant miejscowej policji Joseph Canepa, który nadzorował operację, nakazał aresztowanie podejrzanych i jednocześnie przekazał o 15.40 dowództwo nad operacją dowódcy brygady SAS. Dwie minuty później siły specjalnie otrzymały rozkaz zatrzymania 3 osób, idących Winston Churchill Avenue w kierunku granicy z Hiszpanią. Śledzeni zorientowali się, że zostali zdekonspirowani i postanowili się rozdzielić, Savage skierował się na południe.

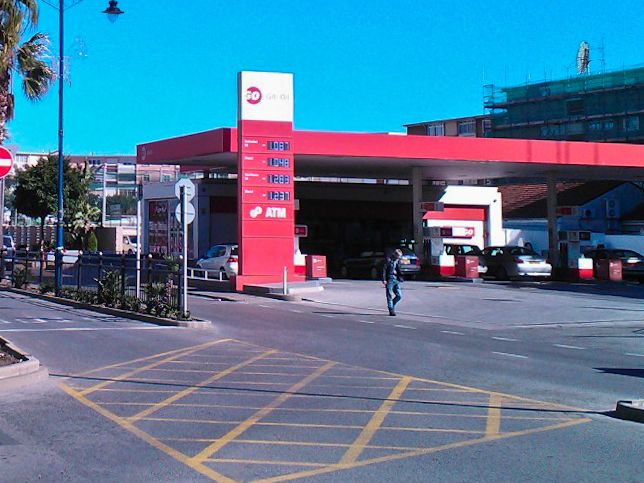
Stacja benzynowa przy Winston Churchill Avenue, gdzie śmiertelnie postrzelono McCanna i Farrell

W tym samym czasie w pobliżu na Smith Dorrien Avenue pojawił się radiowóz z inspektorem Luisem Revagliattem i trójką umundurowanych podwładnych, niemający pojęcia o przeprowadzanej akcji. W czasie gdy SAS śledziło podejrzanych na Winston Churchill Avenue, policjanci dostali rozkaz natychmiastowego powrotu do komendy. Uruchomili syrenę dźwiękową, aby jak najszybciej przejechać pod prąd przez rondo, na którym łączą się Churchill i Dorrien Avenue. Zaskoczeni tą sytuacją McCann i Farrell zaczęli wykonywać nerwowe ruchy. W późniejszych zeznaniach żołnierze stwierdzili, że podejrzewali śledzonych o zamiar zdalnego odpalenia bomby i aby temu zapobiec oddali w ich kierunku strzały. Savage znajdował się w tym czasie niecałe 100 metrów od nich i również został ostrzelany. Cała trójka zginęła, a jedna z kul oddana do Farrella raniła przypadkowego przechodnia.
Chwilę po zdarzeniu żołnierze założyli wojskowe berety, aby mogli zostać rozpoznani. Na miejscu niemal natychmiast pojawił się Revagliatte z ludźmi. 25 minut później o 16.05 dowódca SAS przekazał ponownie dowództwo nad operacją policji. Zaraz po strzelaninie ewakuowano siedzibę gubernatora i saperzy przystąpili do pracy. Cztery godziny później władze ogłosiły, że zagrożenie zostało zażegnane, a auto zostało odholowane na lawecie. W tym czasie personel SAS opuścił już Gibraltar na pokładzie samolotu RAF. Przy zabitym Farrellu znaleziono kluczyki do samochodu. Po dwóch dniach wspólnej pracy policji brytyjskiej i hiszpańskiej odnaleziono w oddalonej o 80 km Marbelli Forda Fiestę z dużym ładunkiem semtexu, amunicją i dwoma zapalnikami czasowymi.

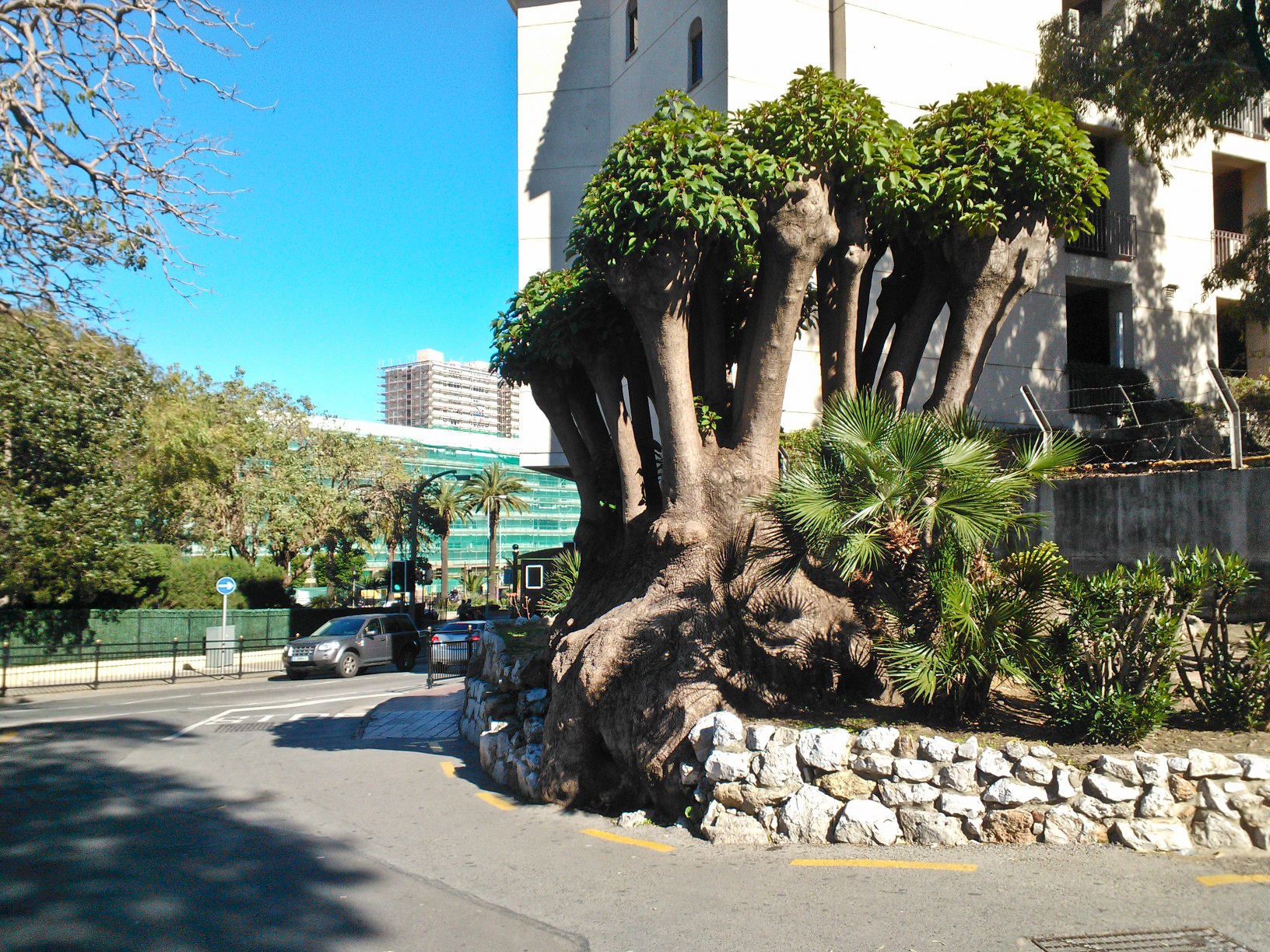
Miejsce śmierci Savage’a

Kilka minut po akcji brytyjskie ministerstwo obrony wydało oświadczenie, że samochód-pułapka został odnaleziony na Gibraltarze, a trójka podejrzanych została zastrzelona przez gibraltarską policję. Wieczorem BBC i ITN podały informację, że IRA była powiązana ze strzelaniną. Następnego dnia rano BBC Radio 4 podało, że bomba zawierała kawałki metalu i odłamki. Minister obrony Ian Stewart potwierdził, że w akcję był zaangażowany personel wojskowy a bomba została zneutralizowana. Wszystkie 11 ogólnobrytyjskich dzienników podało informację o znalezieniu bomby, a 8 podało jej wagę – 230 kg. IRA wydała 7 marca oświadczenie, że cała trójka należała do IRA i miała dostęp do 64 kg semtexu.

### Wycofanie wojska
Po otwarciu granicy zredukowano obecność wojskową i zamknięto stocznię marynarki wojennej. Gibraltar opuściło także lotnictwo wojskowe, chociaż lotnisko pozostaje nadal oficjalnie bazą RAF. W 1990 roku oficjalnie zlikwidowano garnizon wojskowy, obecny na Skale od 1704 roku. Granic terytorium strzegą żołnierze rekrutowani spośród jego mieszkańców, sformowani w British Forces Gibraltar. Jedynymi żołnierzami brytyjskimi spoza terytorium stacjonujący na Skale, są marynarze z Gibraltar Squadron, jednostki Royal Navy. Są odpowiedzialni za patrolowanie wód terytorialnych wokół miasta. Gibraltar ze względu na dogodny klimat i ukształtowanie terenu, stał się bazą treningową dla brytyjskich wojsk. Cięcia na wydatki wojskowe wpłynęły na gospodarkę, zależnej w dużej mierze od dotacji z ministerstwa obrony. To skłoniło rząd terytorium do zmiany orientacji gospodarczej i położono większy nacisk na wspieranie turystyki i samowystarczalność.

### Kolejne referenda i zmiana konstytucji
Ponowne referendum odbyło się w 2002 roku, gdy rządy brytyjski i hiszpański po 12 miesiącach tajnych rozmów doszły do porozumienia w sprawie przyszłości Gibraltaru. Po zakończeniu rozmów, minister spraw zagranicznych Wielkiej Brytanii Jack Straw przedstawił koncepcję ustanowienia brytyjsko-hiszpańskiego kondominium w Gibraltarze („wspólny podział suwerenności”). W odpowiedzi na tę deklarację, rząd Gibraltaru postanowił zorganizować referendum w tej sprawie. 7 listopada 2002 Gibraltarczycy odrzucili propozycję przytłaczającą większością głosów. Przeciwko opowiedziało się 98,48% głosujących, za 1,03%, głosy nieważne 0,49%. Tylko 187 mieszkańców terytorium było za wspólnym podziałem suwerenności. Straw nazwał wynik głosowania „ekscentrycznym”. Szef ministrów Gibraltaru Peter Caruana odpowiedział na głosy oburzenia płynące z Londynu, że koncepcja wspólnego dzielenia suwerenności jest politycznym „ślepym zaułkiem”.
W 2007 roku przyjęto nową niekolonialną konstytucję Gibraltaru. 30 listopada 2006 roku mieszkańcy w referendum poparli zmiany w ustawie zasadniczej. Za nową konstytucją opowiedziało się 60,24% głosujących (7299 osób), przeciw było 37,75% (4574 osób), głosy nieważne 2,01% (244 osoby). Najważniejsze zmiany to powołanie Parlamentu Gibraltaru w miejsce Izby Zgromadzeń, 2 członków Izby mianowanych do tej pory przez gubernatora miało być wybieranych w wyborach powszechnych, przeniesienie części uprawnień gubernatora na wybieranych samorządowców.

### Historia najnowsza
W lipcu 2013 roku w wodach Zatoki Gibraltarskiej Brytyjczycy umieścili około 70 betonowych bloków, w celu utworzenia sztucznej rafy będącej siedliskiem dla ryb. Władze w Madrycie twierdziły, że utworzenie rafy ma na celu uniemożliwienie połowu ryb przez hiszpańskie kutry. Pod koniec czerwca 2014 roku jeden z bloków został usunięty przez hiszpańskich nurków.
Mieszkańcy Gibraltaru w referendum dotyczącym dalszego członkostwa Wielkiej Brytanii w Unii Europejskiej, które odbyło się 23 czerwca 2016 roku, opowiedzieli się w zdecydowanej większości za pozostaniem w UE. Za pozostaniem w Unii Europejskiej opowiedziało się 19 322 osób (95,9 proc. głosujących), przeciw głosowały 823 osoby (4,1 proc.).